# 御茶之水站
御茶之水站（日语：〔〕／〔〕 Ochanomizu eki */?）是位於日本東京都千代田區與文京區，屬於東日本旅客鐵道（JR東日本）及東京地下鐵的鐵路車站。
神田川（外堀）南側（千代田區側）是JR東日本站體，北側（文京區側）是東京地下鐵站體。JR東日本站體的所在地是千代田區神田駿河台二丁目，東京地下鐵站體則是文京區湯島一丁目。

## 停靠路線
此站有JR東日本的各線（後述）與東京地下鐵的丸之內線停靠，是轉乘站。中央線快速的車站編號是「JC 03」。中央總武線各站停車的車站編號是「JB 18」。丸之內線的車站編號是「M 20」。
JR東日本車站是所屬線中央本線與以本站為終點的總武本線（支線）的分岐站。中央本線本站以西（新宿站方向）為急行線（快速線）與緩行線的複複線區間。急行線行駛停靠東京站的中央線快速電車，緩行線行駛與總武本線（錦糸町站方向）直通運轉的中央·總武線各站停車。
另外，根據特定都區市內制度，本站屬於「東京都區內」、「東京山手線內」。

## 歷史
站名由來請參考地名御茶之水。

### 甲武鐵道
現在中央本線的新宿至八王子區間是由私鐵甲武鐵道建設。之後甲武鐵道計畫將路線延伸至東京市中心，1895年（明治28年）4月3日通車至飯田町站。飯田町站位於現在的飯田橋站東側，之後作為貨物車站於1999年（平成11年）終止。其後甲武鐵道為增加列車運行班次，以及減輕蒸汽機車的噪音與空氣汙染，進行路線電氣化。1904年（明治37年）12月31日，飯田町至御茶之水的複線電氣化路線通車，御茶之水站開業。御茶之水至中野之間1日有28班往返、往新宿10分鐘一班。當時的御茶之水站位於現在新宿站側、御茶之水橋站對側。站房位於現在神田警察署御茶之水交番的位置，為西式木造平房建築，月台為側式月台，2面2線。
這一區間的建設，由於在東京市區改正委員會要求避免影響道路下，將路線調整在外濠內側。另又為了保存堤岸與崖地景觀，加上湧水問題，導致施工十分困難，使得御茶之水站被迫設於神田川與崖地之間的狹窄地點。
甲武鐵道接著持續進行御茶之水站東側區間的建設。但1906年（明治39年）10月1日，甲武鐵道依據鐵道國有法國有化，御茶之水站成為國有鐵道車站，御茶之水站東延工程也由國鐵接手。1908年（明治41年）4月19日通車至昌平橋站。同年10月12日制定國有鐵道線路名稱，御茶之水站所屬路線命名為中央本線。

### 總武本線
1923年（大正12年）9月1日發生關東大地震，遭受祝融之灾而部分燒毀的御茶之水站在緊急修復後重新啟用。神田川旁的崖地也因地震造成大規模崩落。
在此之前輸送量不大的中央本線在關東大地震後，因運送重建資材與砂石，輸送量急增。另外作為失業對策事業的一環，大正末期進行御茶之水～中野間的複複線化工程。當時的總武本線是以兩國站為起點，旅客須轉搭巴士前往其他路線車站，因此總武本線已有延長至市區連結其他路線的規劃，並以關東大地震市區重建為契機，收購土地開始建設兩國至御茶之水的高架路線。
隨著工程動工，御茶之水站也從原地往東側的御茶之水橋與聖橋之間移動。出入口設於御茶之水橋與聖橋兩側。月台改為兩座島式月台，連結兩國的總武本線在內側，中央本線在外側。總武本線在出御茶之水後，爬上千分比33的上坡跨越中央本線上行線。該線連通中央本線緩行線、急行線兩線，配線上可進行折返。月台完成時全長152.2公尺，川側的中央本線上行、總武本線下行月台寬度為6.5公尺，山側的總武本線上行、中央本線下行月台寬度為5.8公尺。
由於工程需在來來往往的中央本線電車旁進行，並且必須緊鄰駿河台住家建造高12公尺的擋土牆等等，施工十分困難。施工由大倉土木（現在的大成建設）擔任。總武本線側工程於1932年（昭和7年）7月1日完成，御茶之水站開始停靠總武本線電車，接著1933年（昭和8年）9月15日御茶之水～飯田町間複複線化工程完工，中央線急行電車（現在的中央線快速）開始運行。
隨著總武本線工程，御茶之水也新建第二代站房。當時的建築界吹起維也納分離派風格，試圖以新型建材尋找最適合的架構，而不被過去風格所束縛。因此，使用鐵、玻璃、混凝土等材料、採無裝飾實用主義的國際樣式建築誕生，也是日本現代建築運動的作品之一。新站房由東京帝國大學建築學科畢業的鐵道省官員、建築家伊藤滋所設計。設計當時，由於鄰近湯島聖堂，雖有他方提出尊重東洋愛好的請求，但伊藤不予採納，而是在設計上重視與聖橋（1927年完成）、御茶之水橋（1931年完成）之間的調和。伊藤也將車站視為道路的一部分，重視旅客的流動。此概念成為以後通勤電車車站的設計基礎。

### 地下鐵
第二次世界大戰後，國鐵進行月台延長與屋頂新設工程。1954年（昭和29年）1月20日，帝都高速度交通營團（營團）丸之內線御茶之水站開業，1969年（昭和44年）12月20日營團千代田線新御茶之水站也在附近開業。丸之內線御茶之水站一開始研擬國鐵站駿河台側與國鐵站下方等方案，在節省建設經費的原因之下炫澤現在的神田川左岸設站。御茶之水站由於位於面對神田川的急斜坡，站房為半地下式構造，在時任營團總裁鈴木清秀「不追求不必要的宏偉華麗」方針下，採取與國鐵御茶之水站一樣的國際樣式建築。車站設計由輔佐國鐵御茶之水站設計師伊藤滋的土橋長俊所主導的土橋大野建築事務所擔任。第二次世界大戰中因鋼筋混凝土等資材不足而中斷的日本鐵道現代建築再次復活，從此開始國鐵站房多採用國際樣式建築。丸之內線在本站附近建設時，曾發現繩文時代文物及貝塚，並命名為御茶之水貝塚。
1968年（昭和43年）7月16日晚上10點30分左右，本站1號月台往豐田的10輛編組電車的車門因夾住乘客緊急停駛，後方往高尾方向，10輛編組電車的駕駛因認為先行列車已出發，手動切斷自動列車停止裝置 (ATS) 電源後，又忽略停車信號而發生追撞事故，造成150人以上輕重傷。

### 車站改良工程

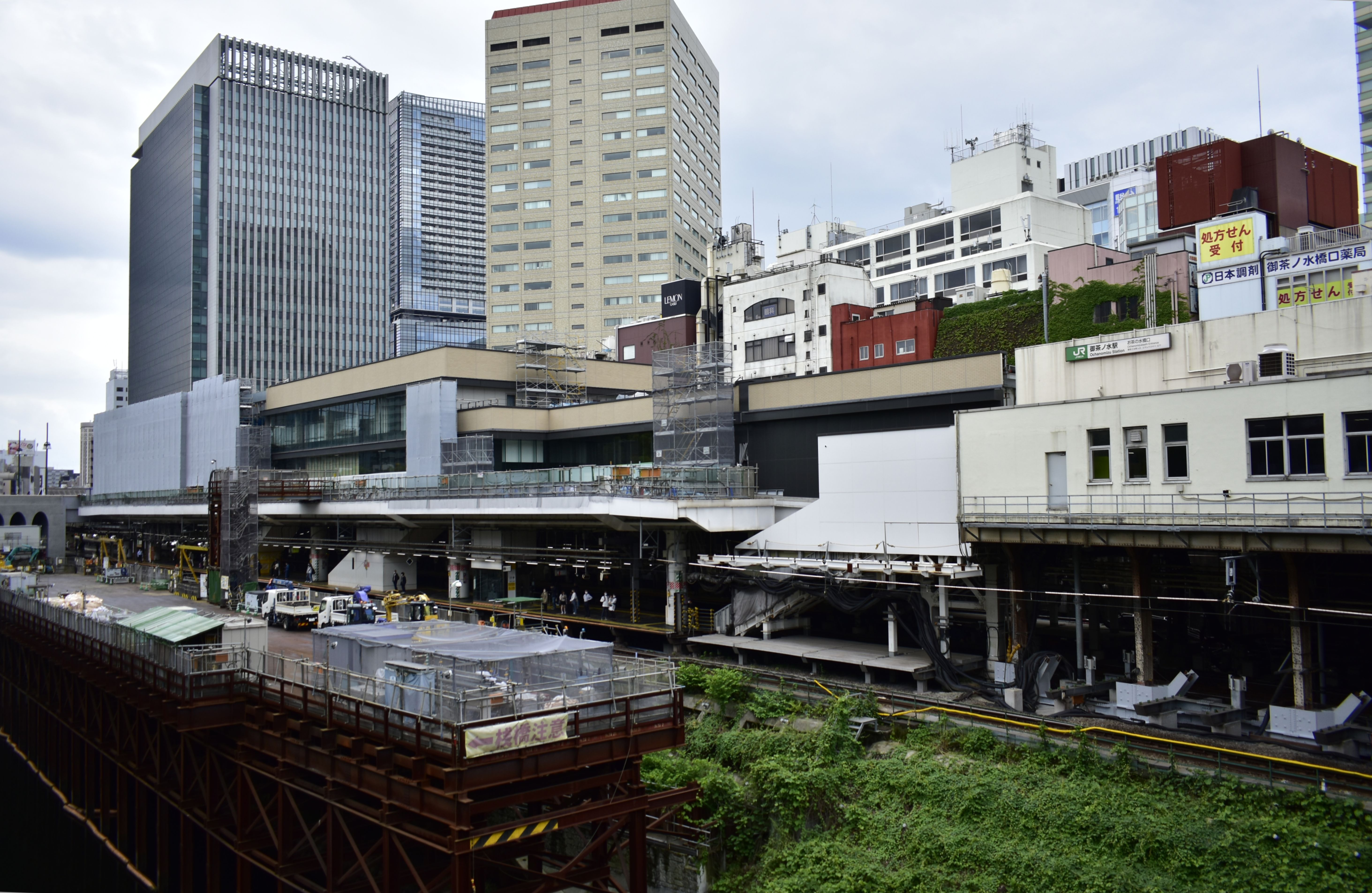
進行改善工程中的御茶之水站（2023年5月）

國鐵分割民營化後，JR東日本在1988年（昭和63年）提出御茶之水站改建計畫，1989年以「都市型未來志向示範站」為目標，提出事業費65億日圓，賞金2000萬日圓的公開募集活動。最優秀賞的設計是座3層建築，樓面面積約11,000平方公尺，1樓是列柱與拱門裝飾的大廳層，2樓是水族館與會廳，3樓是美術館。但之後由於難以在列車不中斷運行的情況下增建強壯支柱支撐上方建築，JR因此解散團隊，放棄改建計劃。
由於放棄計劃，1932年完成的車站構造持續使用至21世紀。車站由於位於神田川與駿河台之間的狹窄空間，從構造、位置上不容易增設無障礙設施，雖設置了輪椅用升降機，但無法增設電梯與電扶梯。由於周邊有許多大型醫院，在許多高齡乘客的請求下，2002年周邊8間醫院聯合向JR東日本提出增設無障礙設施，2006年12月下旬發起電梯、電扶梯設置連署運動，2008年千代田區區長也向JR東日本提出要求。
對此，JR東日本在2010年3月26日發表本站將在2010年度年底進行無障礙設施整備。同日，千代田區區長也發表與JR東日本合作進行站前廣場整備。整備內容包括線路上方架設人工地盤，付費區內新設連絡通道，御茶之水橋口站房與聖橋口站前廣場整備。另外，聖橋口站房移至人工地盤上，並增設電梯與電扶梯等無障礙設施。
這次的計劃，受限於本站位置，是高難度的大型工程，列車運行也有可能因此變更。2013年秋季起，站內與周邊開始耐震補強工程，無障礙設施等相關整備目標在2018年度完工，站前廣場機能目標在2020年度完成。
而JR中央線則計劃在2020年度在快速電車導入兩輛雙層綠色車廂成為12輛編組運行。停靠快速電車的1、4號月台將實施月台延長工程。

### 年表
- 1904年（明治37年）12月31日：本站至飯田町間通車，甲武鐵道車站在御茶之水橋近新宿一側同時開業。僅有客運業務。
- 1906年（明治39年）10月1日：甲武鐵道根據鐵道國有法（日语：鉄道国有法）國有化，成為官設鐵道車站。
- 1908年（明治41年）
  - 4月19日：本站至昌平橋站（日语：昌平橋駅）間通車。
  - 10月12日：制定國有鐵道路線名稱，本站為中央本線車站。
- 1923年（大正12年）9月1日：車站因關東大地震造成部分損毀，緊急修復後恢復使用。
- 1932年（昭和7年）：改建遷至現址。連結兩國的總武本線通車[26]。
- 1933年（昭和8年）9月15日：御茶之水至飯田町間四線化完成，中央線急行電車（現在的中央快速線）開始運行。
- 1949年（昭和24年）6月1日：日本國有鐵道成立。
- 1954年（昭和29年）1月20日：營團地下鐵丸之內線車站開業。
- 1968年（昭和43年）7月16日：晚上10點30分左右，1號月台發生追撞事故[19]。
- 1972年（昭和47年）7月15日：總武快速線通車，本站從總武本線起點站改為總武本線支線終點站[26]。
- 1987年（昭和62年）4月1日：國鐵分割民營化，中央本線（中央東線）與總武本線由JR東日本管轄[26]。同時聖橋口東側開設出口專用臨時剪票口[27]。開設當時除周日、假日外，僅開放早上8點至9點15分[27]。
- 1993年（平成5年）11月4日：引入繼續定期券售票機[28][注 1]。
- 1999年（平成11年）：JR東日本車站獲選為關東車站百選（第三回）。
- 2001年（平成13年）11月18日：JR東日本啟用IC卡Suica。
- 2004年（平成16年）4月1日：營團地下鐵民營化，丸之內線成為東京地下鐵車站。
- 2007年（平成19年）3月18日：東京地下鐵啟用IC卡PASMO。
- 2010年（平成22年）3月26日：JR東日本與千代田區發表車站無障礙化工程與站前廣場機能整備事業。
- 2019年（平成31年）1月29日：JR東日本鐵道站開始使用連接檢票口樓層和月台的電梯和自動扶梯[新聞 1]。
- 2025年3月，聖橋口廣場出入口完工並開放使用。

## 車站構造

### JR東日本
本站是島式月台2面4線地面車站，站房為跨站式站房。月台位於御茶之水橋與聖橋之間，兩橋南側皆有出口，分別稱為御茶之水橋口與聖橋口。主站房在御茶之水橋側（水道橋側）。聖橋口東側（秋葉原側）有個僅在平日早晨開放的出口專用臨時剪票口。軌道位於高地擋土牆與神田川之間，因此月台十分狹窄。廁所在御茶之水橋口與聖橋口兩剪票口內，但無多功能廁所。
御茶之水橋口站房在1932年（昭和7年）7月總武本線通車時啟用，是由伊藤滋設計的現代建築，重視旅客流動的設計成為之後通勤電車車站的樣板。西側的聖橋口站房經歷大規模改建後已不見過去樣貌，御茶之水橋口站房自建設以來尚未有大幅變動，但自2013年度起開始行無障礙設施工程。
月台外側2線為中央線快速，內側2線為中央、總武線各站停車使用，同方向列車可在同月台轉乘，屬於方向別複複線。為此本站前後軌道呈現立體交會。在三鷹～御茶之水間，只有本站能不用上下樓層即可跨月台轉車同方向列車。
中央線與總武線各站停車列車在本站相互直通運轉。2020年3月14日或之前，清晨及深夜期間總武線在本站折返，中央線在本站水道橋方向實施急行線與緩行線的轉線駛往東京站，列車採用快速班次使用的E233系電車。總武線上行列車停靠2號月台後，接著轉入中央緩行線下行本線進入3號月台成為總武線下行列車。在該時段，千葉方向往新宿、中野、三鷹方向或三鷹方向往錦糸町、津田沼、千葉方向時，都須在本站轉乘。此安排已2020年3月14日因中央線需進行月台延長至12節及安裝月台閘門工程展開後取消，所有列車均本站以西直通運轉。

#### 月台配置
| 月台 | 路線                    | 方向 | 目的地                             |
| ---- | ----------------------- | ---- | ---------------------------------- |
| 1    | 中央線（快速）          | 下行 | 新宿、立川、八王子、高尾、青梅方向 |
| 2    | 中央·總武線（各站停車） | 西行 | 水道橋、飯田橋、市谷、三鷹方向     |
| 3    | 中央·總武線（各站停車） | 東行 | 秋葉原、錦糸町、船橋、千葉方向     |
| 4    | 中央線（快速）          | 上行 | 神田、東京方向                     |

（來源：JR東日本:車站構內圖 （页面存档备份，存于））
- 1號月台與4號月台主要為快速電車使用，站名標的上下站列出神田與水道橋（加上快速的「四谷」），發車資訊顯示器也不顯示「中央線（快速）」，而單稱「中央線」。
- 2號月台與3號月台之間有總武本線的0公里里程標。
- 進入4號月台的列車受到配線影響，車體會有明顯搖晃。
- 2號月台的發車音樂僅在本站使用。
- 過去E233系車內LCD顯示的轉乘資訊，往東京上行列車僅顯示「■總武線各站停車」，高尾方向下行列車分別顯示「■中央線各站停車」「■總武線各站停車」，現在上下線皆改為「■中央、總武線（各站停車）」。

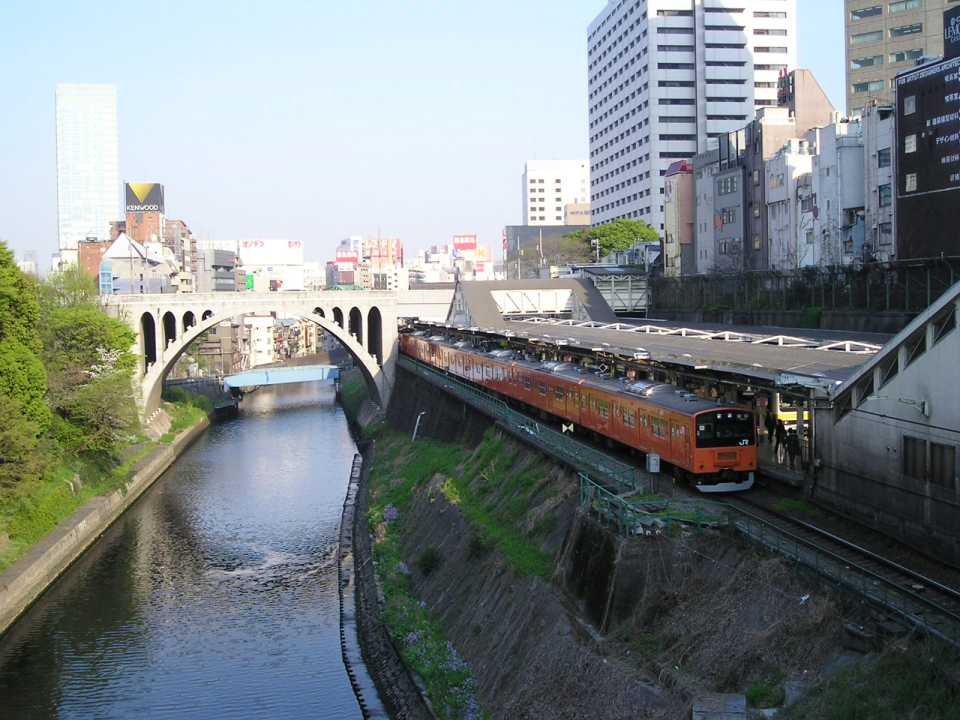
右為JR車站，左（地下）為東京地下鐵車站（2005年4月）
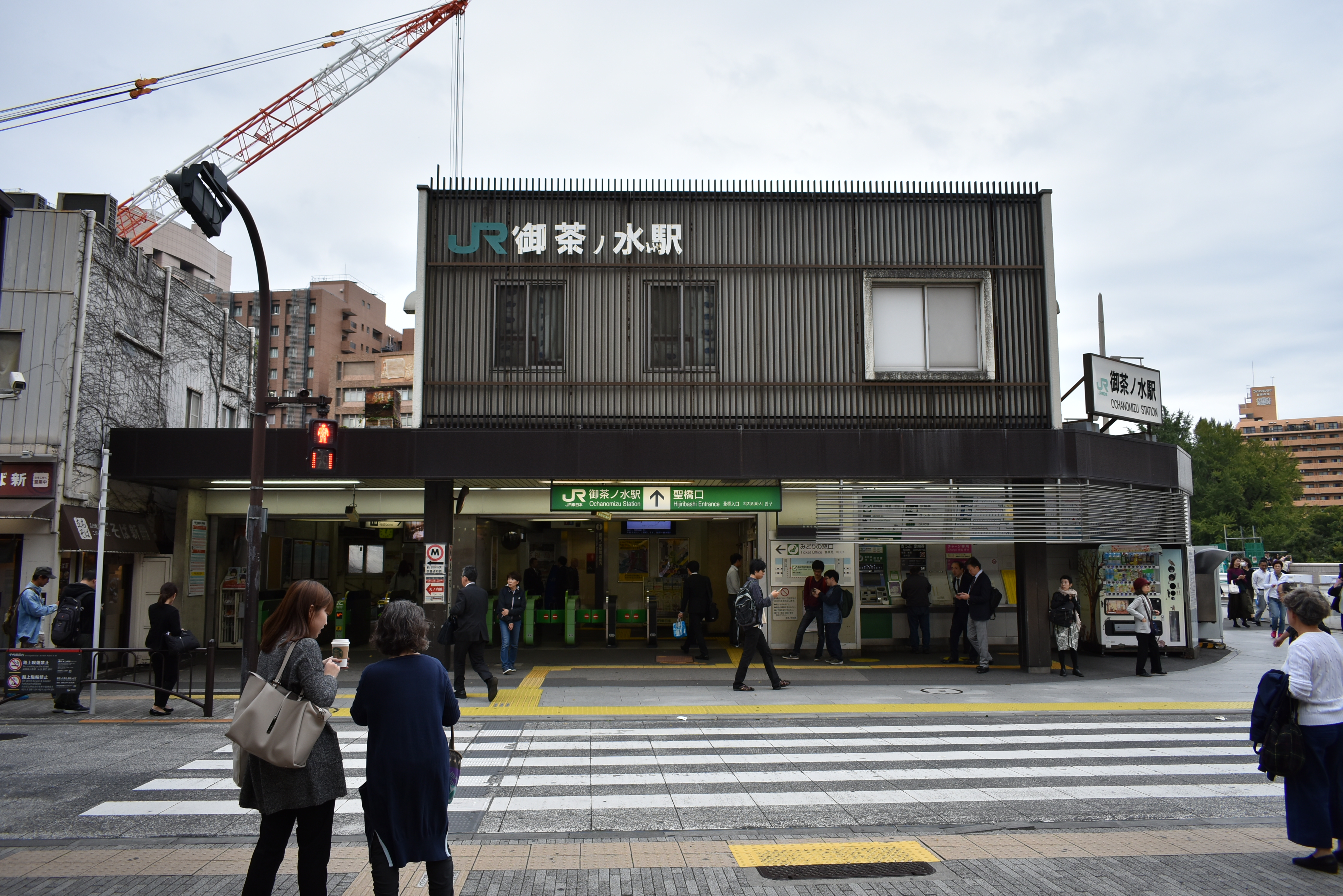
舊聖橋出入口（2019年10月）
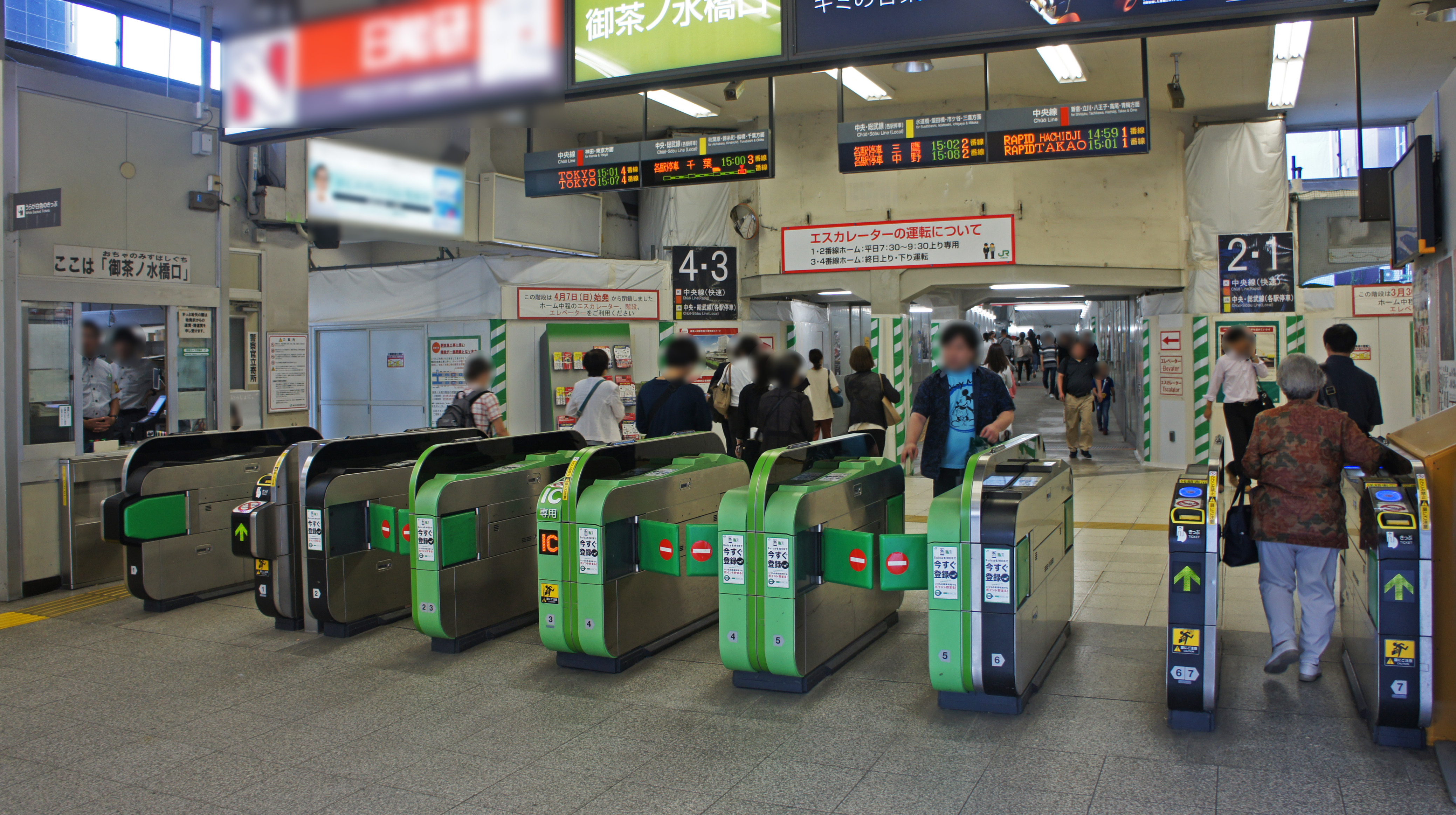
御茶之水橋驗票口（2019年9月）
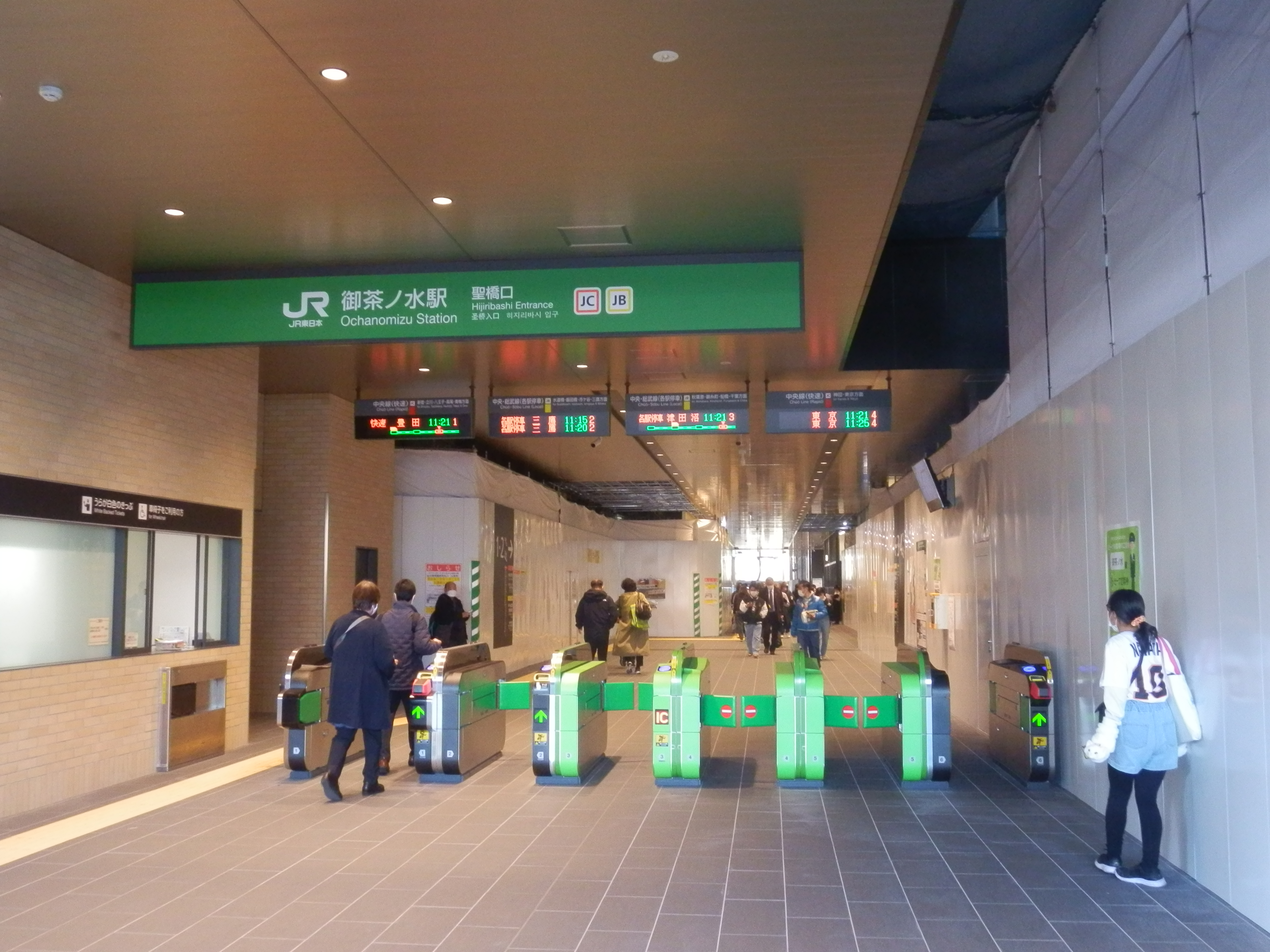
聖橋口閘口（2023年12月）
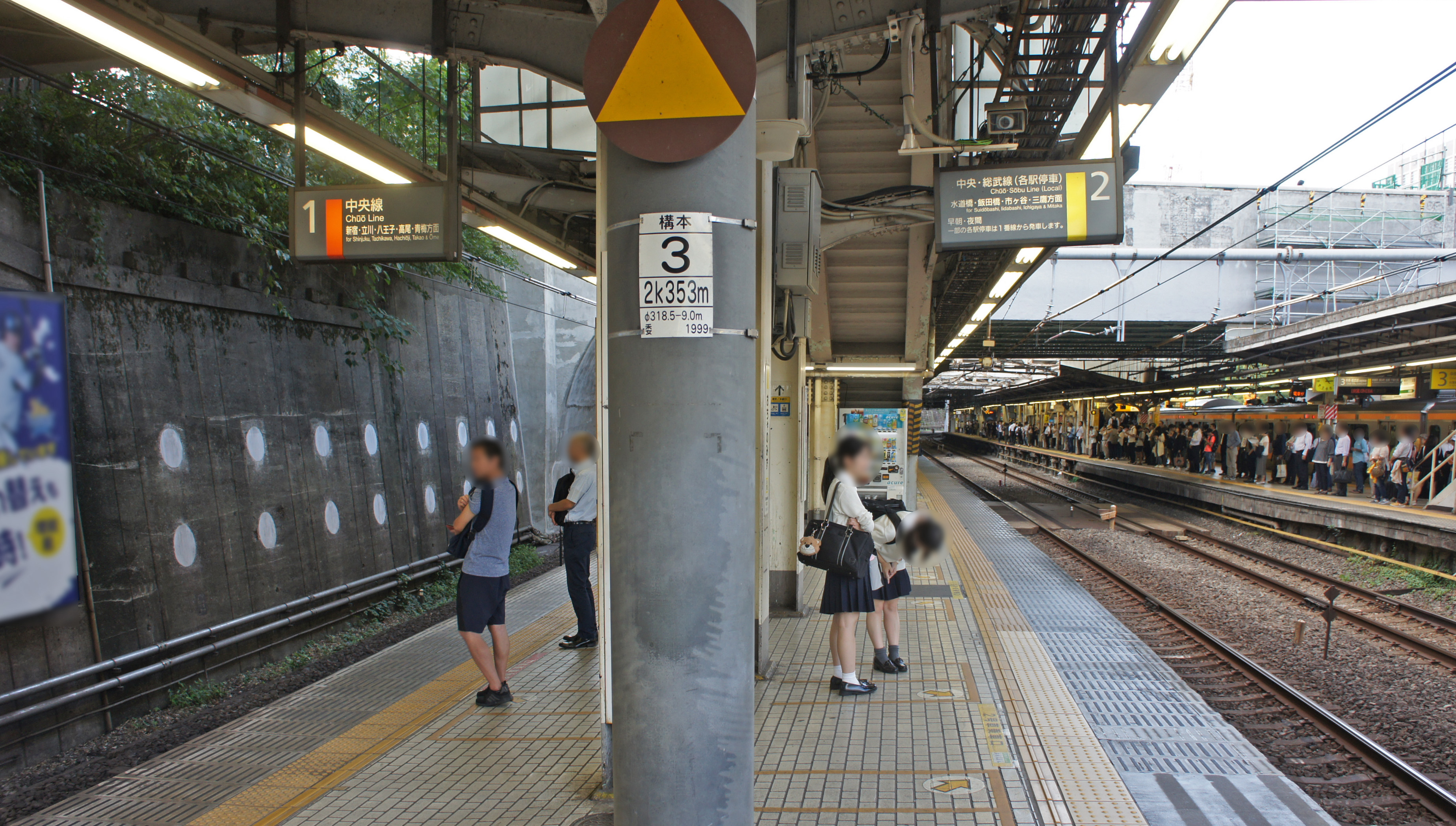
1、2號月台（2019年9月）
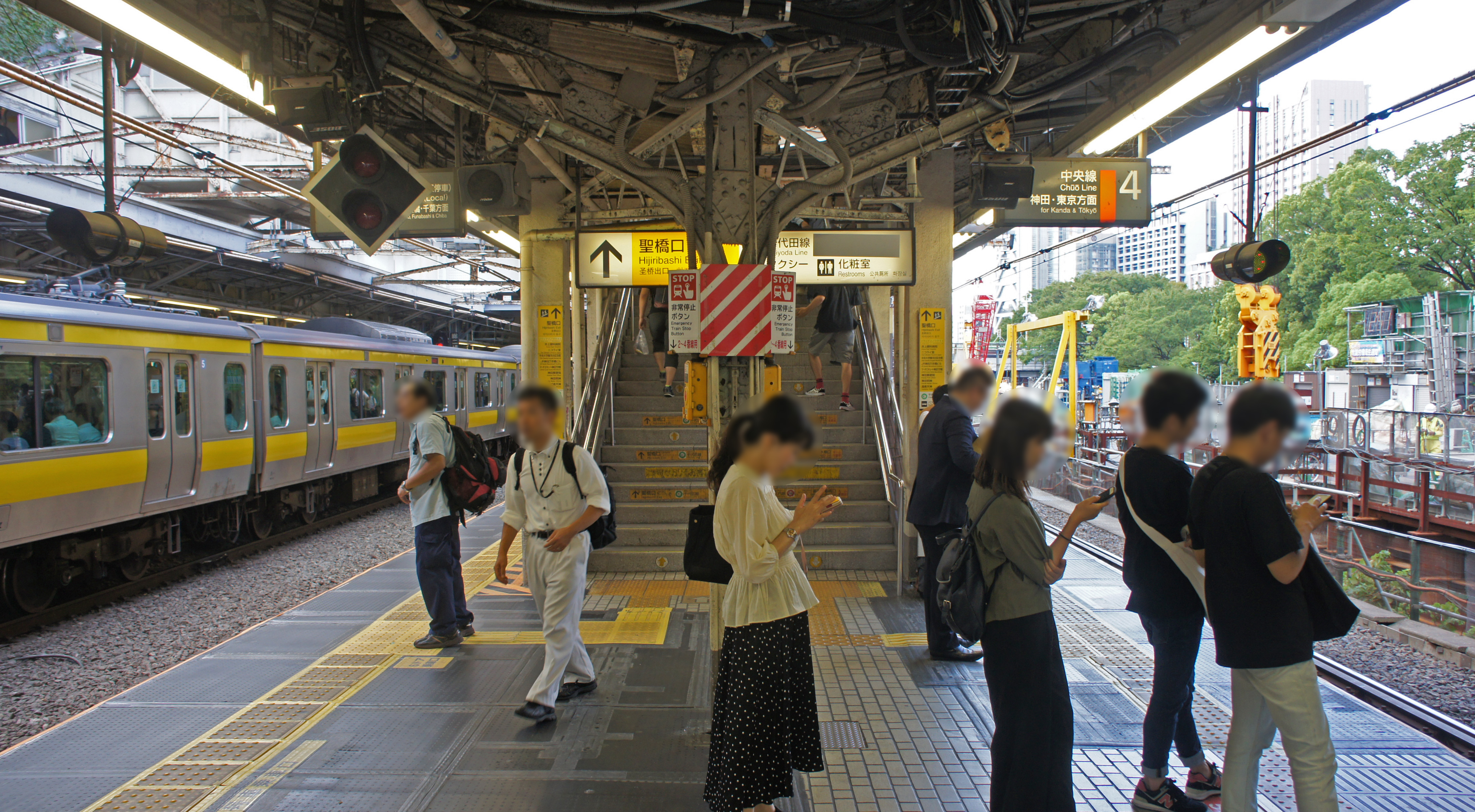
3、4號月台（2019年9月）
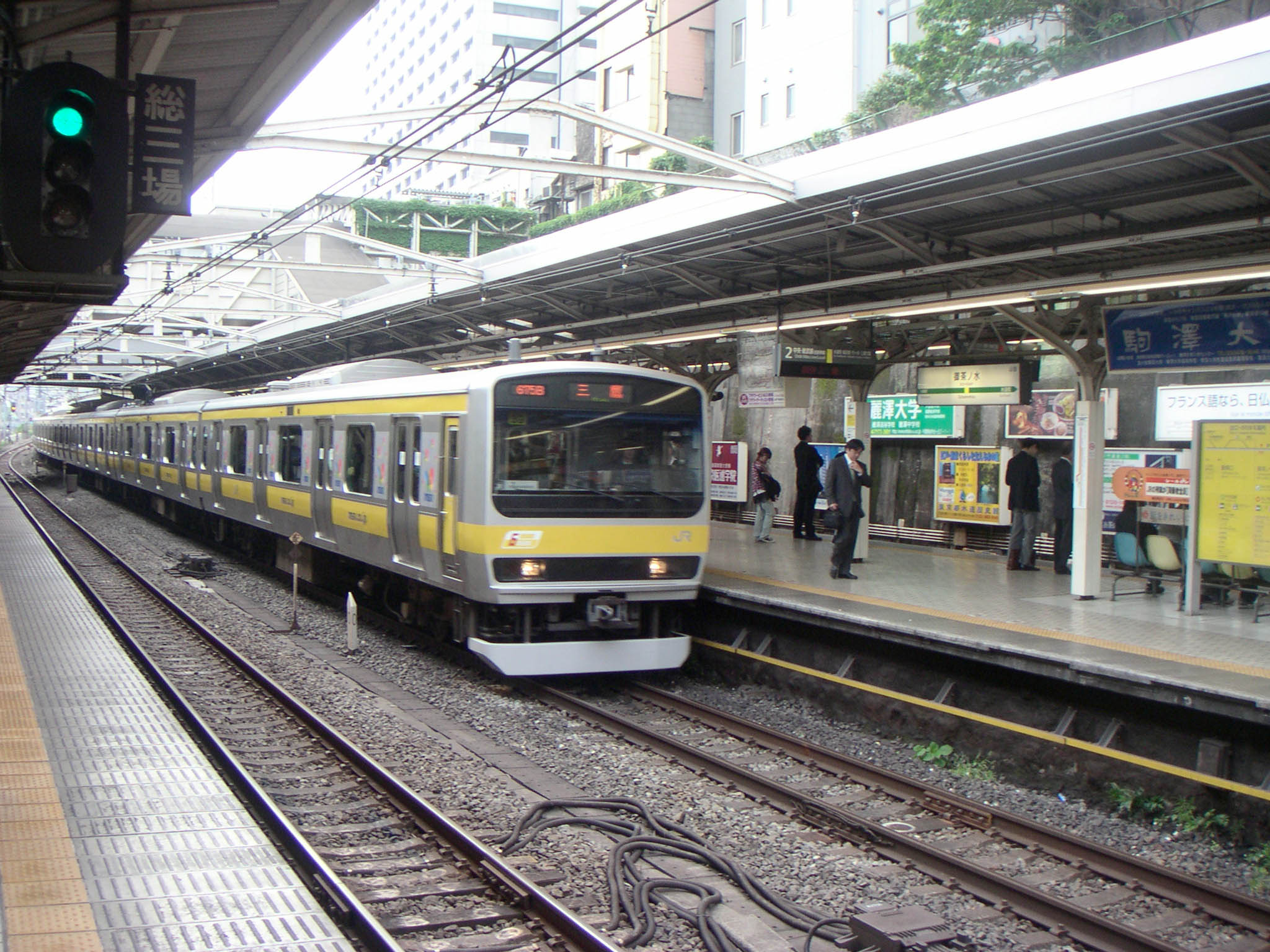
JR中央·總武線各站停車列車，列車左側可見總武線的0公里標誌（2005年1月）
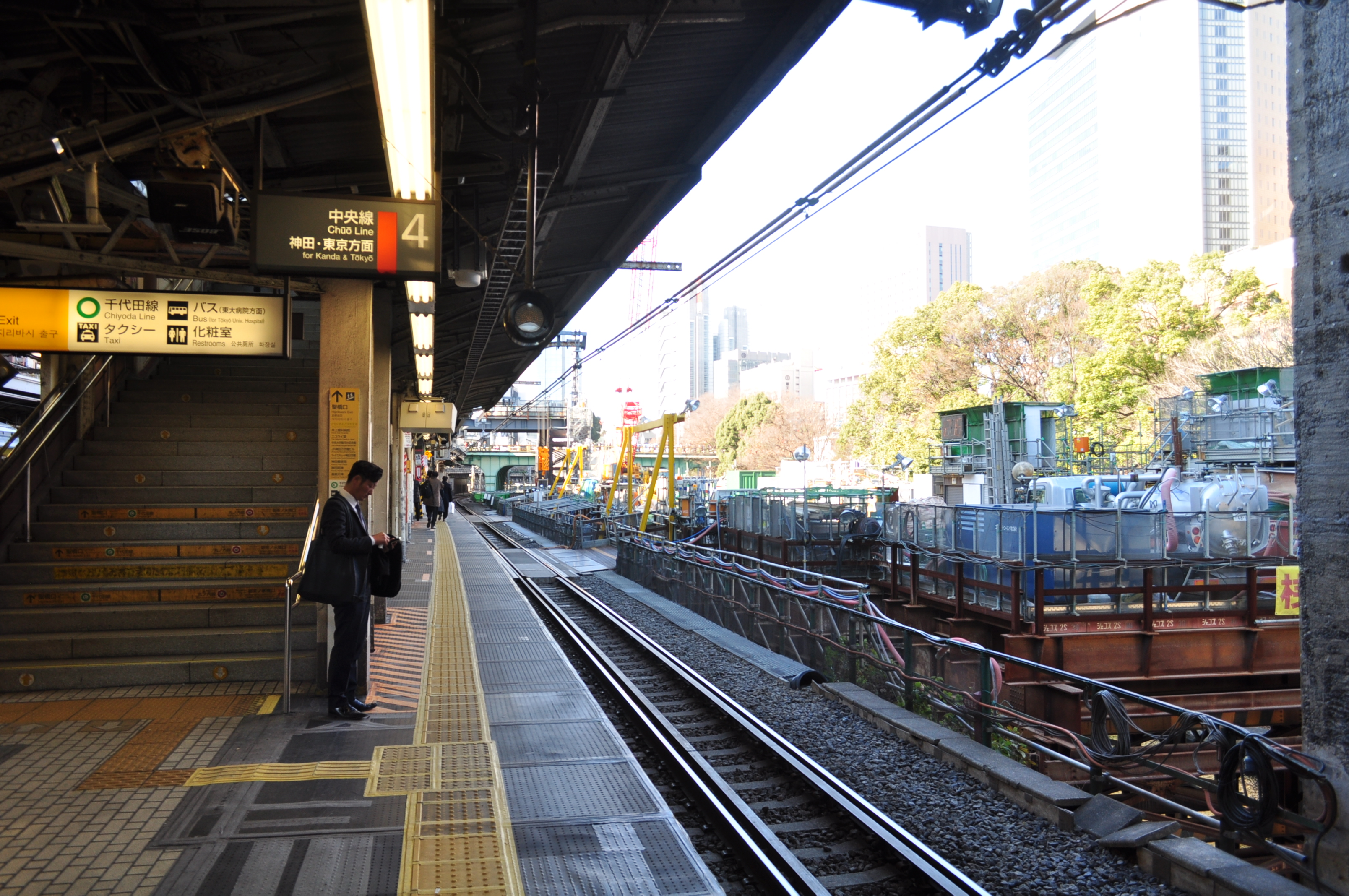
車站改善工程狀況（御茶之水橋側，2018年1月）

### 東京地下鐵
本站是對向式月台2面2線地下車站。
1號月台銀座方向有一條連結池袋方向線路的單向橫渡線。從池袋～御茶之水間開業至延伸東京為止，該線作為拖上線使用，通車至淡路町時（當時為單線運轉）作為往池袋方向電車的橫渡線。2007年6月增設月台門，由於進行車輛與月台間隙調整工程，2008年3月22日暫時停用，23日恢復使用。
過去定期券售票處在JR口剪票口前，1993年11月移往東京站後改設繼續定期券售票機。
與JR車站不同，兩剪票口設有電梯。另外，通往1號月台的剪票口電梯可直通東京醫科齒科大學。
車站由於位於面對神田川的陡坡，採用半地下構造站房設計。車站設計由輔佐國鐵御茶之水車站設計師伊藤滋的土橋長俊所主導的土橋大野建築事務所擔任，並採取與國鐵御茶之水車站一樣的國際樣式建築。
過去可轉乘千代田線新御茶之水站，在都營地下鐵新宿線小川町站開業後，新御茶之水站可直通淡路町站，因此兩站解除轉乘機制。

#### 月台配置
| 月台 | 路線     | 目的地               |
| ---- | -------- | -------------------- |
| 1    | 丸之內線 | 銀座、新宿、荻窪方向 |
| 2    | 丸之內線 | 後樂園、池袋方向     |

（來源：東京地下鐵:構內圖 （页面存档备份，存于））

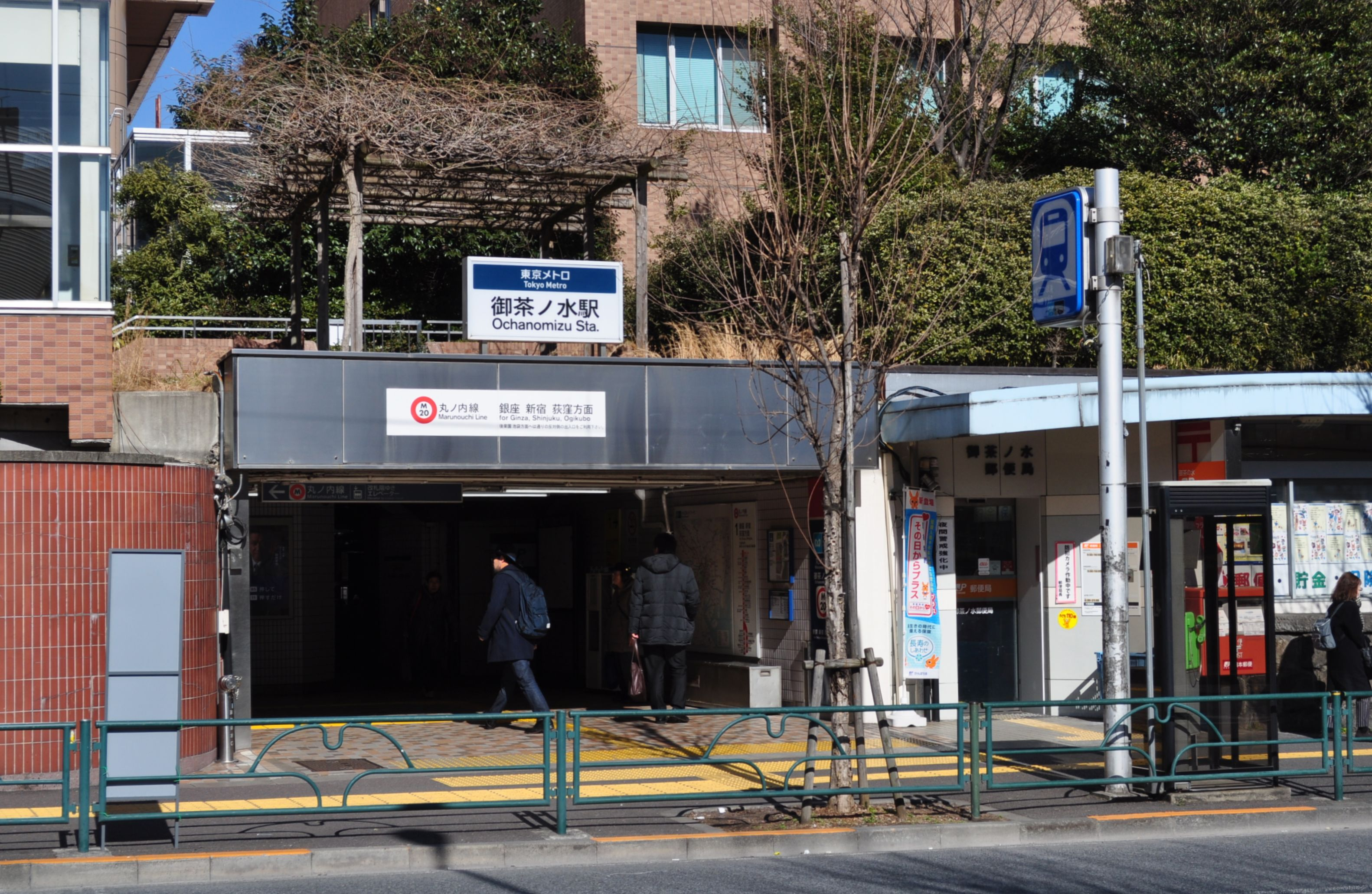
2號出入口（2018年2月）
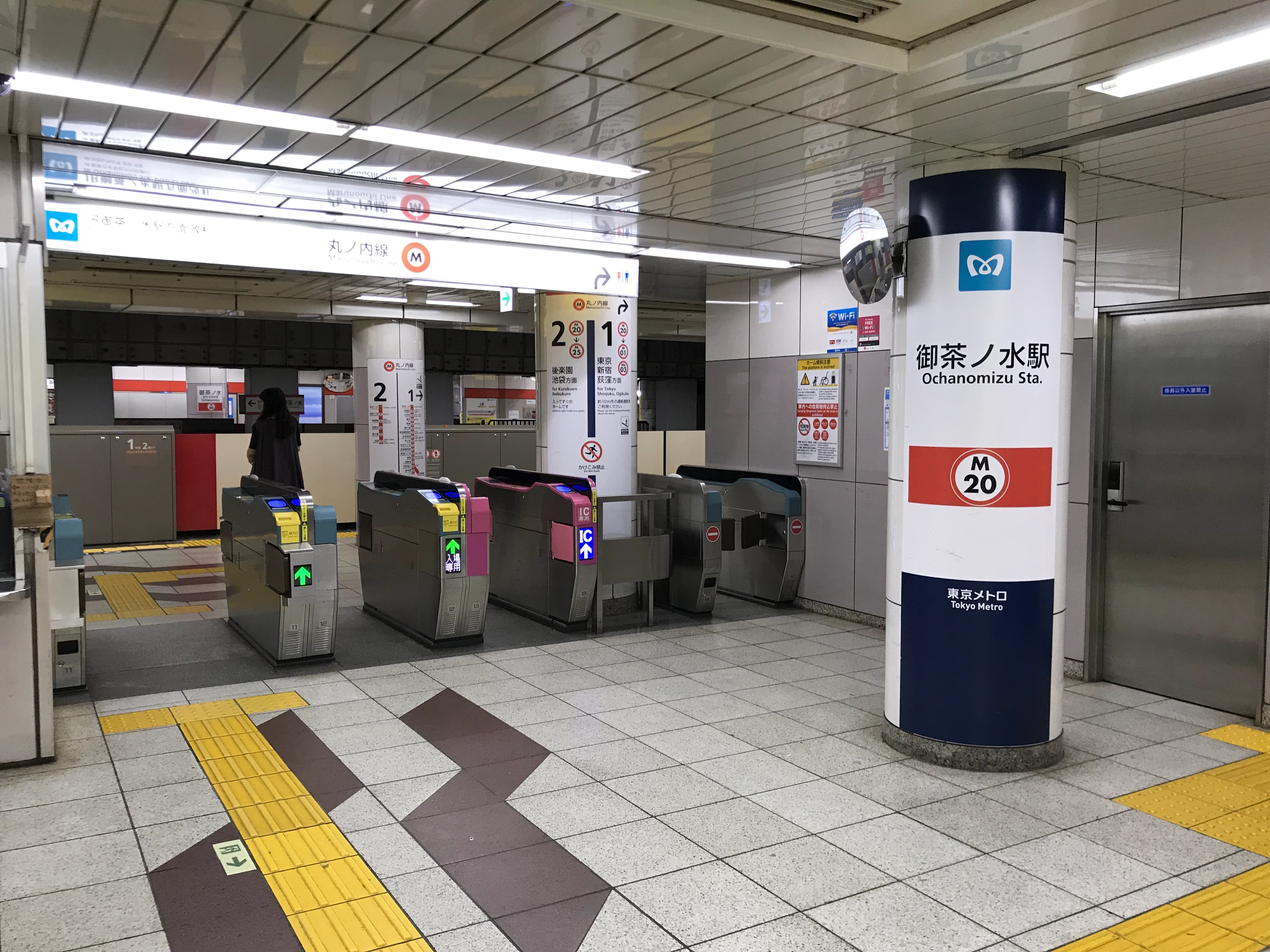
往JR御茶之水站方向的驗票口（2019年8月）
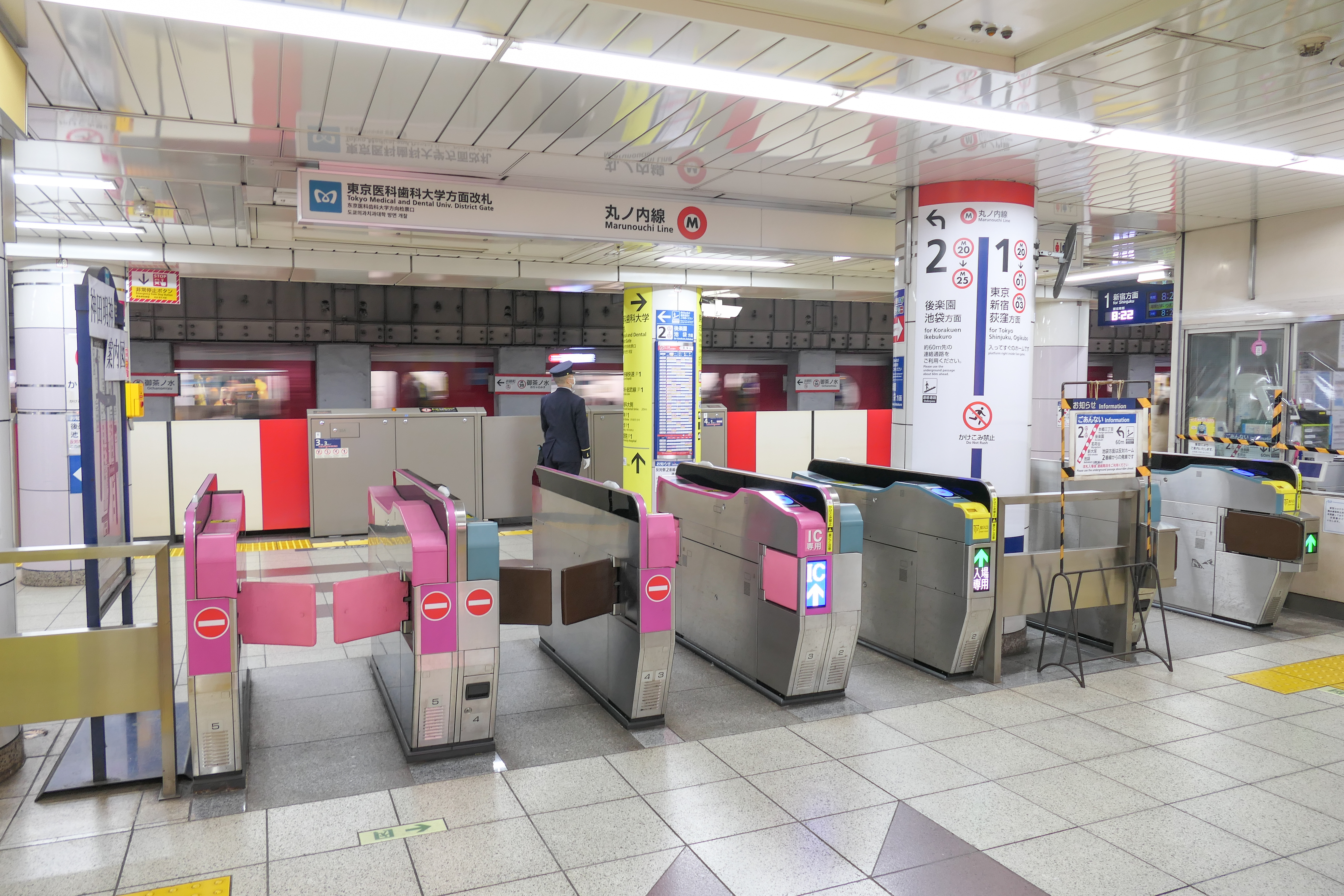
往東京醫科牙科大學方向的驗票口（2022年12月）
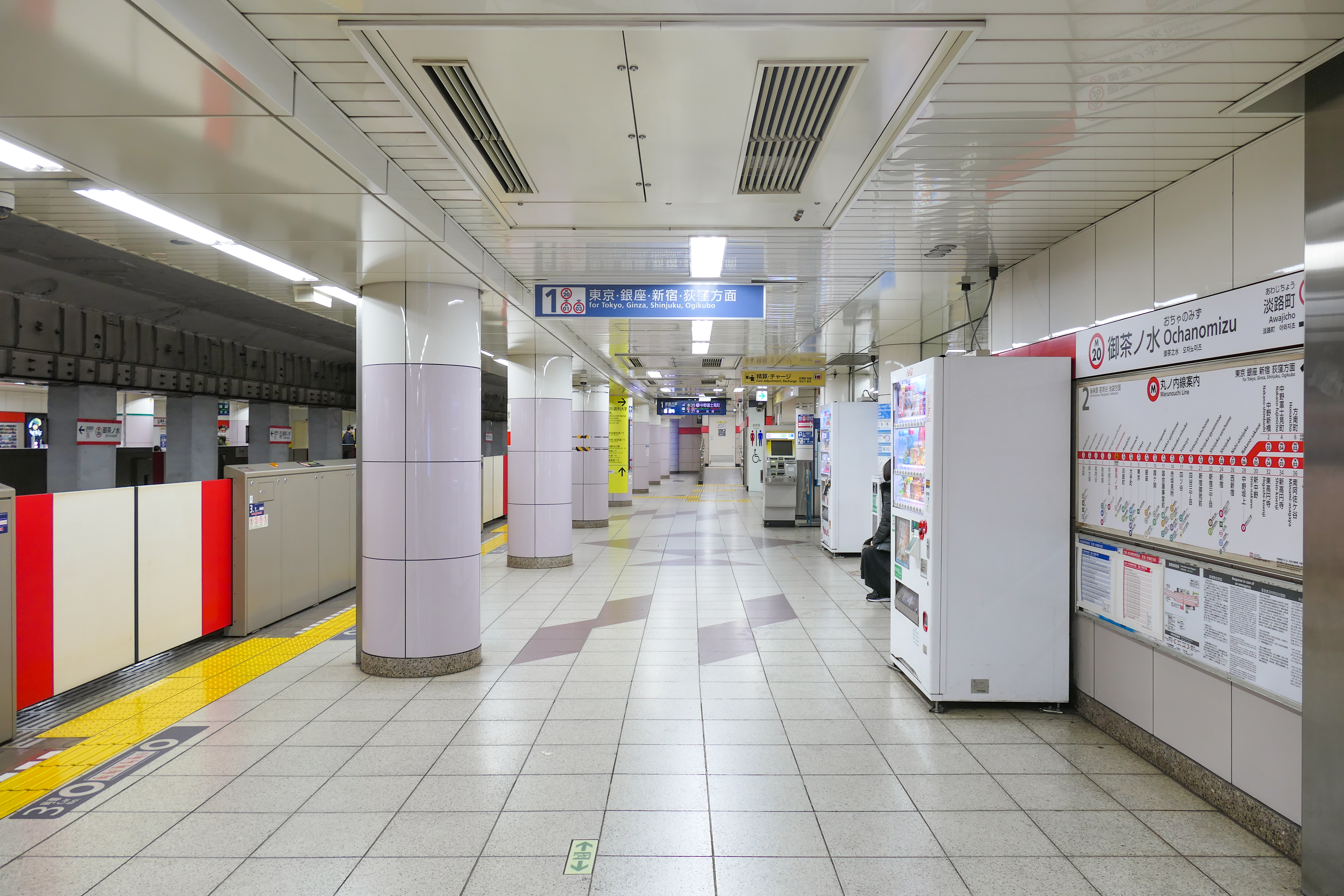
1號月台（2022年12月）
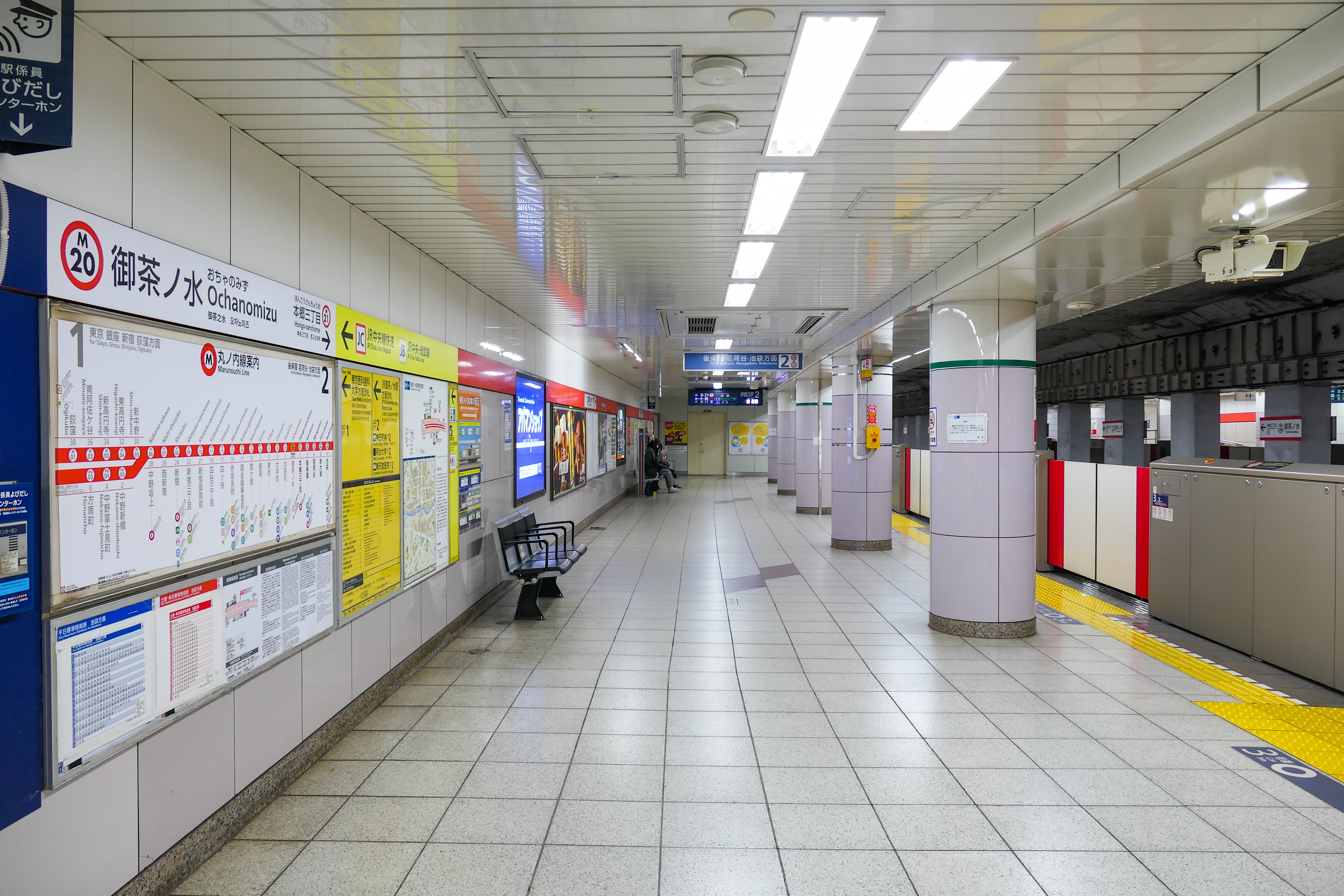
2號月台（2022年12月）

## 利用狀況
- JR東日本 - 2019年度1日平均上車人次為103,582人[使用人數 1]。
東日本管內車站次於千葉站排行第36位。
- 東京地下鐵 - 2017年度1日平均上下車人次為59,493人[使用人數 2]。

### 各年度1日平均上下車人次
各年度1日平均上下車人次如下表（JR除外）。
| 年度               | 營團 / 東京地下鐵  | 營團 / 東京地下鐵 |
| 年度               | 1日平均 上下車人次 | 增長率            |
| ------------------ | ------------------ | ----------------- |
| 1967年（昭和42年） | 69,050             |                   |
| 1968年（昭和43年） | 73,720             | 6.8%              |
| 1969年（昭和44年） | 73,383             | −0.5%             |
| 1970年（昭和45年） | 76,565             | 4.3%              |
| 1971年（昭和46年） | 79,828             | 4.3%              |
| 1972年（昭和47年） | 78,265             | −2.0%             |
| 1973年（昭和48年） | 74,323             | −5.0%             |
| 1974年（昭和49年） | 74,864             | 0.7%              |
| 1975年（昭和50年） | 71,698             | −4.2%             |
| 1976年（昭和51年） | 71,085             | −0.9%             |
| 1977年（昭和52年） | 71,417             | 0.5%              |
| 1978年（昭和53年） | 65,102             | −8.8%             |
| 1979年（昭和54年） | 63,475             | −2.5%             |
| 1980年（昭和55年） | 62,725             | −1.2%             |
| 1981年（昭和56年） | 64,349             | 2.6%              |
| 1982年（昭和57年） | 65,275             | 1.4%              |
| 1983年（昭和58年） | 65,005             | −0.4%             |
| 1984年（昭和59年） | 66,007             | 1.5%              |
| 1985年（昭和60年） | 65,702             | −0.5%             |
| 1986年（昭和61年） | 64,928             | −1.2%             |
| 1987年（昭和62年） | 65,332             | 0.6%              |
| 1988年（昭和63年） | 65,694             | 0.6%              |
| 1989年（平成元年） | 64,066             | −2.5%             |
| 1990年（平成02年） | 62,923             | −1.8%             |
| 1991年（平成03年） | 63,000             | 0.1%              |
| 1992年（平成04年） | 62,615             | −0.6%             |
| 1993年（平成05年） | 61,770             | −1.3%             |
| 1994年（平成06年） | 53,943             |                   |
| 1995年（平成07年） | 57,877             |                   |
| 1996年（平成08年） | 56,547             | −2.3%             |
| 1997年（平成09年） | 54,852             | −3.0%             |
| 1998年（平成10年） | 47,712             |                   |
| 1999年（平成11年） | 46,581             |                   |
| 2000年（平成12年） | 52,451             |                   |
| 2001年（平成13年） | 52,665             | 0.4%              |
| 2002年（平成14年） | 52,022             | −1.2%             |
| 2003年（平成15年） | 51,483             | −1.0%             |
| 2004年（平成16年） | 50,649             | −1.6%             |
| 2005年（平成17年） | 50,980             | 0.7%              |
| 2006年（平成18年） | 51,980             | 2.0%              |
| 2007年（平成19年） | 54,018             | 3.9%              |
| 2008年（平成20年） | 52,565             | −2.7%             |
| 2009年（平成21年） | 52,203             | −0.7%             |
| 2010年（平成22年） | 52,137             | −0.1%             |
| 2011年（平成23年） | 51,629             | −1.0%             |
| 2012年（平成24年） | 52,642             | 2.0%              |
| 2013年（平成25年） | 55,529             | 5.5%              |
| 2014年（平成26年） | 55,540             | 0.0%              |
| 2015年（平成27年） | 57,455             | 3.4%              |
| 2016年（平成28年） | 58,407             | 1.7%              |
| 2017年（平成29年） | 59,493             | 1.9%              |
| 2018年（平成30年） | 60,053             | 0.9%              |

### 各年度1日平均上車人次（1900年代－1930年代）
各年度1日平均上車人次如下表。
| 年度               | 甲武鐵道 / 國鐵 | 來源              |
| ------------------ | --------------- | ----------------- |
| 1904年（明治37年） | 708             | [ 東京府統計 2 ]  |
| 1905年（明治38年） | 1,807           | [ 東京府統計 3 ]  |
| 1907年（明治40年） | 1,725           | [ 東京府統計 4 ]  |
| 1908年（明治41年） | 1,153           | [ 東京府統計 5 ]  |
| 1909年（明治42年） | 1,085           | [ 東京府統計 6 ]  |
| 1911年（明治44年） | 1,179           | [ 東京府統計 7 ]  |
| 1912年（大正元年） | 1,342           | [ 東京府統計 8 ]  |
| 1913年（大正02年） | 1,318           | [ 東京府統計 9 ]  |
| 1914年（大正03年） | 1,390           | [ 東京府統計 10 ] |
| 1915年（大正04年） | 1,471           | [ 東京府統計 11 ] |
| 1916年（大正05年） | 1,832           | [ 東京府統計 12 ] |
| 1919年（大正08年） | 3,530           | [ 東京府統計 13 ] |
| 1920年（大正09年） | 5,702           | [ 東京府統計 14 ] |
| 1922年（大正11年） | 10,372          | [ 東京府統計 15 ] |
| 1923年（大正12年） | 7,758           | [ 東京府統計 16 ] |
| 1924年（大正13年） | 9,308           | [ 東京府統計 17 ] |
| 1925年（大正14年） | 10,711          | [ 東京府統計 18 ] |
| 1926年（昭和元年） | 13,317          | [ 東京府統計 19 ] |
| 1927年（昭和02年） | 15,740          | [ 東京府統計 20 ] |
| 1928年（昭和03年） | 19,405          | [ 東京府統計 21 ] |
| 1929年（昭和04年） | 22,194          | [ 東京府統計 22 ] |
| 1930年（昭和05年） | 23,036          | [ 東京府統計 23 ] |
| 1931年（昭和06年） | 23,108          | [ 東京府統計 24 ] |
| 1932年（昭和07年） | 27,019          | [ 東京府統計 25 ] |
| 1933年（昭和08年） | 31,188          | [ 東京府統計 26 ] |
| 1934年（昭和09年） | 32,244          | [ 東京府統計 27 ] |
| 1935年（昭和10年） | 34,363          | [ 東京府統計 28 ] |

### 各年度1日平均上車人次（1953年－2000年）
各年度1日平均上車人次如下表。
| 年度               | 國鐵 / JR東日本 | 營團   | 來源              |
| ------------------ | --------------- | ------ | ----------------- |
| 1953年（昭和28年） | 88,821          |        | [ 東京都統計 1 ]  |
| 1954年（昭和29年） | 98,230          |        | [ 東京都統計 2 ]  |
| 1955年（昭和30年） | 98,756          |        | [ 東京都統計 3 ]  |
| 1956年（昭和31年） | 103,951         | 13,104 | [ 東京都統計 4 ]  |
| 1957年（昭和32年） | 102,345         | 14,648 | [ 東京都統計 5 ]  |
| 1958年（昭和33年） | 103,943         | 16,280 | [ 東京都統計 6 ]  |
| 1959年（昭和34年） | 104,850         | 17,442 | [ 東京都統計 7 ]  |
| 1960年（昭和35年） | 108,613         | 17,550 | [ 東京都統計 8 ]  |
| 1961年（昭和36年） | 114,967         | 21,447 | [ 東京都統計 9 ]  |
| 1962年（昭和37年） | 126,729         | 22,649 | [ 東京都統計 10 ] |
| 1963年（昭和38年） | 135,379         | 26,625 | [ 東京都統計 11 ] |
| 1964年（昭和39年） | 142,534         | 26,851 | [ 東京都統計 12 ] |
| 1965年（昭和40年） | 149,289         | 32,979 | [ 東京都統計 13 ] |
| 1966年（昭和41年） | 156,043         | 33,021 | [ 東京都統計 14 ] |
| 1967年（昭和42年） | 162,237         | 34,183 | [ 東京都統計 15 ] |
| 1968年（昭和43年） | 166,561         | 36,325 | [ 東京都統計 16 ] |
| 1969年（昭和44年） | 151,401         | 36,492 | [ 東京都統計 17 ] |
| 1970年（昭和45年） | 148,025         | 37,508 | [ 東京都統計 18 ] |
| 1971年（昭和46年） | 152,194         | 39,142 | [ 東京都統計 19 ] |
| 1972年（昭和47年） | 156,597         | 38,559 | [ 東京都統計 20 ] |
| 1973年（昭和48年） | 157,099         | 36,581 | [ 東京都統計 21 ] |
| 1974年（昭和49年） | 162,145         | 37,342 | [ 東京都統計 22 ] |
| 1975年（昭和50年） | 159,418         | 35,049 | [ 東京都統計 23 ] |
| 1976年（昭和51年） | 162,315         | 34,896 | [ 東京都統計 24 ] |
| 1977年（昭和52年） | 159,975         | 35,343 | [ 東京都統計 25 ] |
| 1978年（昭和53年） | 151,036         | 31,614 | [ 東京都統計 26 ] |
| 1979年（昭和54年） | 140,456         | 30,924 | [ 東京都統計 27 ] |
| 1980年（昭和55年） | 122,644         | 30,232 | [ 東京都統計 28 ] |
| 1981年（昭和56年） | 121,329         | 31,308 | [ 東京都統計 29 ] |
| 1982年（昭和57年） | 120,334         | 31,433 | [ 東京都統計 30 ] |
| 1983年（昭和58年） | 122,806         | 31,967 | [ 東京都統計 31 ] |
| 1984年（昭和59年） | 128,121         | 32,856 | [ 東京都統計 32 ] |
| 1985年（昭和60年） | 127,005         | 32,092 | [ 東京都統計 33 ] |
| 1986年（昭和61年） | 125,885         | 31,956 | [ 東京都統計 34 ] |
| 1987年（昭和62年） | 126,186         | 32,029 | [ 東京都統計 35 ] |
| 1988年（昭和63年） | 132,466         | 32,632 | [ 東京都統計 36 ] |
| 1989年（平成元年） | 131,701         | 32,078 | [ 東京都統計 37 ] |
| 1990年（平成02年） | 135,384         | 31,486 | [ 東京都統計 38 ] |
| 1991年（平成03年） | 139,549         | 31,120 | [ 東京都統計 39 ] |
| 1992年（平成04年） | 140,597         | 31,239 | [ 東京都統計 40 ] |
| 1993年（平成05年） | 138,595         | 30,427 | [ 東京都統計 41 ] |
| 1994年（平成06年） | 133,762         | 29,926 | [ 東京都統計 42 ] |
| 1995年（平成07年） | 130,672         | 28,602 | [ 東京都統計 43 ] |
| 1996年（平成08年） | 127,863         | 27,644 | [ 東京都統計 44 ] |
| 1997年（平成09年） | 123,631         | 26,951 | [ 東京都統計 45 ] |
| 1998年（平成10年） | 120,323         | 26,312 | [ 東京都統計 46 ] |
| 1999年（平成11年） | 118,211         | 25,967 | [ 東京都統計 47 ] |
| 2000年（平成12年） | 116,955         | 25,759 | [ 東京都統計 48 ] |

### 各年度1日平均上車人次（2001年以後）
| 年度               | JR東日本 | JR東日本 | JR東日本 | 營團 / 東京地下鐵 | 來源              |
| 年度               | 定期外   | 定期     | 合計     | 營團 / 東京地下鐵 | 來源              |
| ------------------ | -------- | -------- | -------- | ----------------- | ----------------- |
| 2001年（平成13年） |          |          | 116,215  | 25,621            | [ 東京都統計 49 ] |
| 2002年（平成14年） |          |          | 114,721  | 25,283            | [ 東京都統計 50 ] |
| 2003年（平成15年） |          |          | 111,870  | 24,962            | [ 東京都統計 51 ] |
| 2004年（平成16年） |          |          | 109,175  | 25,068            | [ 東京都統計 52 ] |
| 2005年（平成17年） |          |          | 106,964  | 25,233            | [ 東京都統計 53 ] |
| 2006年（平成18年） |          |          | 105,954  | 25,674            | [ 東京都統計 54 ] |
| 2007年（平成19年） |          |          | 107,205  | 26,705            | [ 東京都統計 55 ] |
| 2008年（平成20年） |          |          | 104,632  | 26,110            | [ 東京都統計 56 ] |
| 2009年（平成21年） |          |          | 103,011  | 25,989            | [ 東京都統計 57 ] |
| 2010年（平成22年） |          |          | 101,617  | 25,995            | [ 東京都統計 58 ] |
| 2011年（平成23年） |          |          | 100,518  | 25,710            | [ 東京都統計 59 ] |
| 2012年（平成24年） | 39,014   | 61,142   | 100,157  | 26,131            | [ 東京都統計 60 ] |
| 2013年（平成25年） | 40,714   | 64,023   | 104,737  | 27,618            | [ 東京都統計 61 ] |
| 2014年（平成26年） | 40,703   | 62,474   | 103,177  | 27,562            | [ 東京都統計 62 ] |
| 2015年（平成27年） | 41,204   | 63,686   | 104,890  | 28,481            | [ 東京都統計 63 ] |
| 2016年（平成28年） | 40,935   | 63,881   | 104,816  | 28,995            | [ 東京都統計 64 ] |
| 2017年（平成29年） | 41,209   | 64,526   | 105,735  | 29,584            | [ 東京都統計 65 ] |
| 2018年（平成30年） | 41,073   | 64,817   | 105,890  | 29,860            | [ 東京都統計 66 ] |
| 2019年（令和元年） | 39,099   | 64,483   | 103,582  |                   |                   |

備考
1. ↑  1904年12月31日開業。開業日から1905年3月31日までの計91日間を集計したデータ。

## 車站周邊

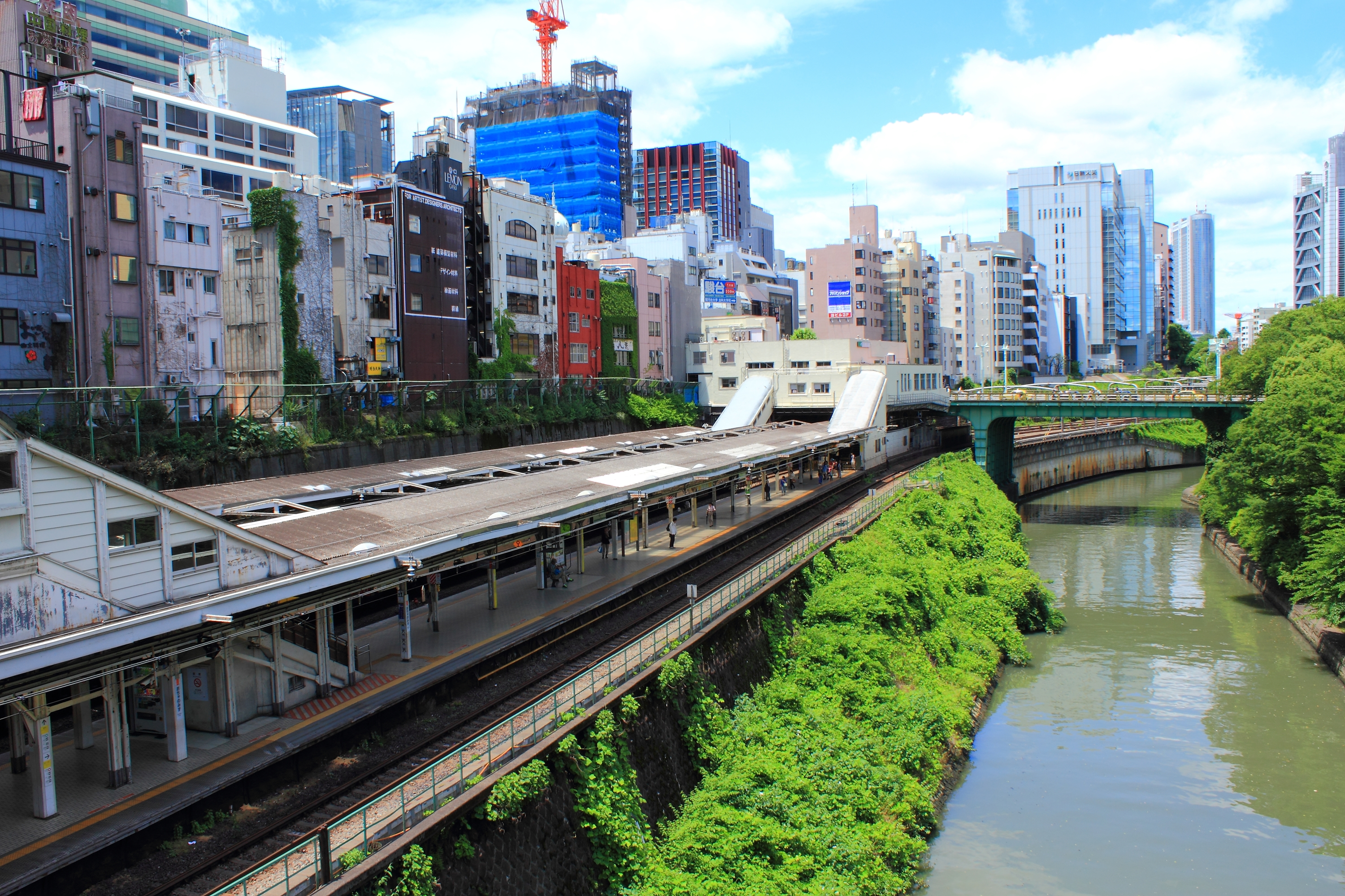
車站月台與御茶之水水橋、神田川
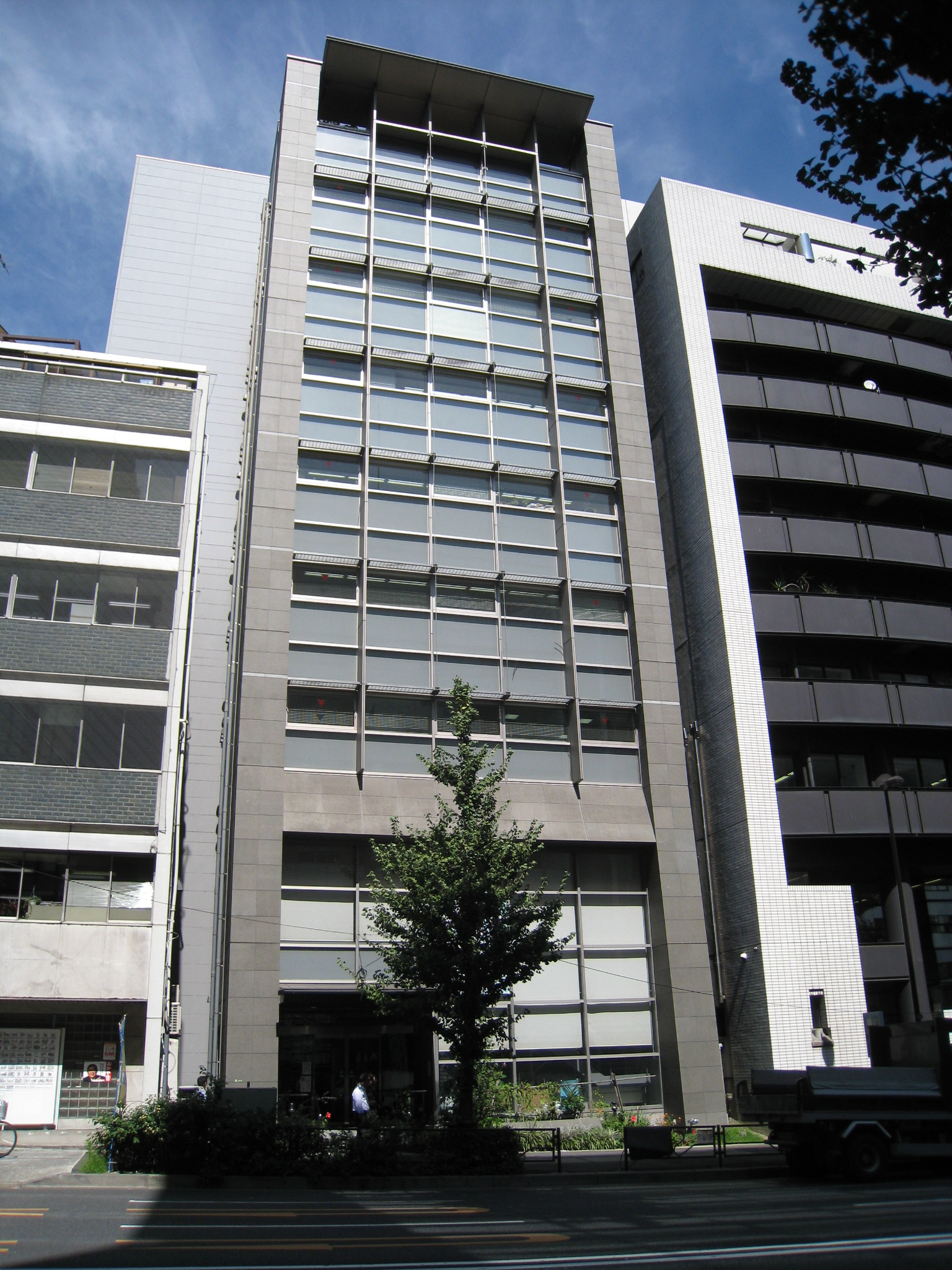
和平與勞動中心·全勞聯會館
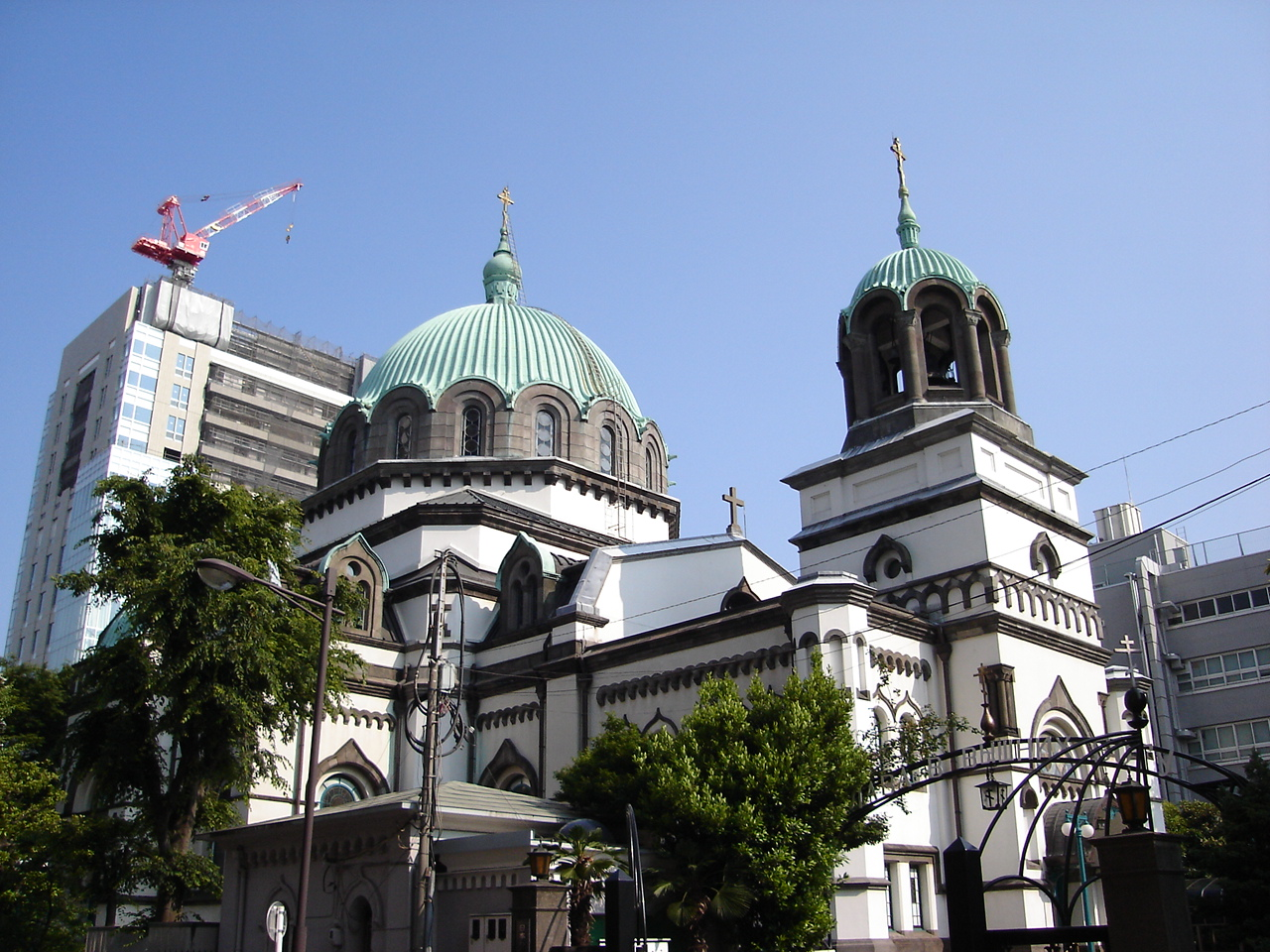
尼古拉堂

JR線北側緊鄰神田川。丸之內線車站位於神田川北側、御茶之水橋對岸。聖橋在東、御茶之水橋在西。車站周邊有明治、日本、順天堂、東京醫科齒科等大學，有『日本的拉丁區』之稱。另外，此地也聚集許多樂器店與體育用品店、醫院等。
另外，御茶之水女子大學的最近站是丸之內線茗荷谷站與有樂町線護國寺站。

### 北側
- 東京醫科牙科大學（醫學部、牙科部）
  - 東京醫科齒科大學醫學部附屬醫院
  - 東京醫科齒科大學齒學部附屬醫院（日语：東京医科歯科大学歯学部附属病院）
  - 御茶之水郵局
- 順天堂大學（醫學部）
  - 順天堂大學醫學部附屬順天堂醫院
- 湯島聖堂
- 本鄉通
- 神田明神
- 東京花園皇宮飯店（東京ガーデンパレス）
- 和平與勞動中心·全勞聯會館（平和と労働センター・全労連会館）
  - 全國勞動組合總聯合事務所等
- 日本足球協會大樓（日语：日本サッカー協会ビル）（JFA HOUSE）
  - 日本足球協會（JFA）
  - 2002FIFA世界杯紀念日本足球博物館
- 東京勞音御茶之水中心
- 東京都水道歷史館（日语：東京都水道歴史館）

### 南側
- 御茶之水美術學院（日语：御茶の水美術学院）
- 御茶之水美術專門學校（日语：御茶の水美術専門学校）
- 明治大學（本部、駿河台校區）
- 日本大學（齒學部、理工學部、大學院法務研究科）
  - 駿河台日本大學醫院（日语：駿河台日本大学病院）
  - 日本大學綜合健診中心
  - 日本大學齒學部附屬齒科醫院（日语：日本大学歯学部付属歯科病院）
  - 日本大學卡薩爾斯音樂廳（日语：日本大学カザルスホール）
- 東京電機大學（出版局）
- 駿河台大學（御茶之水校區、大學院法務研究科）
- 中央大學駿河台紀念館
  - 中央大學經理研究所（日语：中央大学経理研究所）
- 新御茶之水站（東京地下鐵千代田線）
- 小川町站（都營地下鐵新宿線）
- 淡路町站（東京地下鐵丸之內線）
- 駿台預備學校（日语：駿台予備学校）
- 日本出版販售（日语：日本出版販売）本社
- WATERRAS（日语：ワテラス）
- sola city（日语：御茶ノ水ソラシティ）
  - 數位好萊塢（日语：デジタルハリウッド）本社、東京本校
  - 數位好萊塢大學（日语：デジタルハリウッド大学）
- 尼古拉堂（正式名稱為「東京復活大聖堂」。日本正教會主教座堂、本部）
- 總評會館（日本勞動組合總聯合會本部）
- 三井住友海上（日语：三井住友海上）駿河台大廈
- 文化学院
- Athénée Français（日语：学校法人アテネ・フランセ）
- 山之上飯店
- 東京YWCA會館
- 井上眼科醫院
  - 井上眼科醫院附屬駿河台診療所
  - 井上眼科醫院附屬御茶之水·眼科診所
- 名倉醫院（改建中）
- 神尾紀念醫院
- 杏雲堂醫院
- 社團法人東京都教職員互助會三樂醫院（日语：三楽病院）
  - 三樂醫院附屬生活習慣病診所
- 濱田醫院
- 神田駿河台郵局
- 小川町郵便局
- 新御茶之水站前郵局
- 神田郵局（日语：神田郵便局）
- 神田古書店街（神田神保町）
- 三省堂書店神田本店
- 神保町站（東京地下鐵半藏門線，都營地下鐵三田線、新宿線）
- 明大通
- 外堀通
- 國道17號
- Marronnier通（マロニエ通り）
- 四谷大塚（日语：四谷大塚）御茶之水校舍

## 路線巴士
車站西口的御茶之水站前巴士站可乘坐都營巴士與千代田區地域福祉交通「風車」（風ぐるま，日立自動車交通運行）。
- 茶51：往駒込站／往秋葉原站（御茶之水橋北側乘車處）
- 東43：往東京站丸之內北口／往荒川土手（御茶之水橋口剪票口前乘車處）
- 學07：往東大內（聖橋上乘車處） - 乘車在東側（JR聖橋口），下車在西側（JR御茶之水橋口）。
- 風車：秋葉原線　往千代田區役所（御茶之水橋北側乘車處）

## 相鄰車站
東日本旅客鐵道
 中央線
■通勤特快、■中央特快、■青梅特快、■通勤快速、■快速
神田（JC 02）－御茶之水（JC 03）－四谷（JC 04）
1908年至1912年間、1912至1943年間在現時神田站至御茶之水站之間分別設立昌平橋站及萬世橋站。
 中央·總武線（各站停車）
秋葉原（JB 19）－御茶之水（JB 18）－水道橋（JB 17）
東京地下鐵
 丸之內線
淡路町（M 19）－御茶之水（M 20）－本鄉三丁目（M 21）

### 來源
備註
1. ↑  與上野站、霞關站、銀座站、新橋站、秋葉原站、葛西站同時引入。加上隔年的後樂園站，是營團少數設置繼續定期券售票機的車站。
2. ↑  橫渡線間隔充足，不影響1號月台停靠。

JR、地下鐵1日平均使用人數
1. ↑  JR東日本 各駅の乗車人員 的存檔，存档日期2001-05-06.
2. ↑  .   [2016-08-14]. （原始内容存档于2018-02-13）.

JR東日本1999年度以後上車人次
1. ↑  .   [2013-07-04]. （原始内容存档于2017-06-27）.
2. ↑  JR東日本 各駅の乗車人員（2000年度） 的存檔，存档日期2014-10-09.
3. ↑  各駅の乗車人員（2001年度） （页面存档备份，存于） - JR東日本
4. ↑  各駅の乗車人員（2002年度） （页面存档备份，存于） - JR東日本
5. ↑  各駅の乗車人員（2003年度） （页面存档备份，存于） - JR東日本
6. ↑  各駅の乗車人員（2004年度） （页面存档备份，存于） - JR東日本
7. ↑  各駅の乗車人員（2005年度） （页面存档备份，存于） - JR東日本
8. ↑  各駅の乗車人員（2006年度） （页面存档备份，存于） - JR東日本
9. ↑  各駅の乗車人員（2007年度） （页面存档备份，存于） - JR東日本
10. ↑  各駅の乗車人員（2008年度） （页面存档备份，存于） - JR東日本
11. ↑  各駅の乗車人員（2009年度） （页面存档备份，存于） - JR東日本
12. ↑  各駅の乗車人員（2010年度） （页面存档备份，存于） - JR東日本
13. ↑  各駅の乗車人員（2011年度） （页面存档备份，存于） - JR東日本
14. 1 2 3  各駅の乗車人員（2012年度） （页面存档备份，存于） - JR東日本
15. 1 2 3  各駅の乗車人員（2013年度） （页面存档备份，存于） - JR東日本
16. 1 2 3  各駅の乗車人員（2014年度） （页面存档备份，存于） - JR東日本
17. 1 2 3  各駅の乗車人員（2015年度） （页面存档备份，存于） - JR東日本
18. 1 2 3  各駅の乗車人員（2016年度） （页面存档备份，存于） - JR東日本
19. 1 2 3  各駅の乗車人員（2017年度） （页面存档备份，存于） - JR東日本
20. 1 2 3  各駅の乗車人員（2018年度） （页面存档备份，存于） - JR東日本
21. 1 2 3  各駅の乗車人員（2019年度） （页面存档备份，存于） - JR東日本

JR、地下鐵統計資料
1. ↑  各種報告書 （页面存档备份，存于） - 関東交通広告協議会
2. 1 2  文京の統計 （页面存档备份，存于） - 文京区
3. ↑  行政基礎資料集 （页面存档备份，存于） - 千代田区

東京府統計書
1. ↑  東京府統計書 - 国立国会図書館（近代デジタル化資料）
2. ↑  .   [2019-01-06]. （原始内容存档于2019-02-21）.
3. ↑  .   [2019-01-06]. （原始内容存档于2019-02-21）.
4. ↑  .   [2019-01-06]. （原始内容存档于2019-07-01）.
5. ↑  .   [2019-01-06]. （原始内容存档于2019-02-21）.
6. ↑  .   [2019-01-06]. （原始内容存档于2019-02-21）.
7. ↑  .   [2019-01-06]. （原始内容存档于2019-02-21）.
8. ↑  .   [2019-01-06]. （原始内容存档于2019-02-21）.
9. ↑  .   [2019-01-06]. （原始内容存档于2019-02-21）.
10. ↑  .   [2019-01-06]. （原始内容存档于2019-02-21）.
11. ↑  .   [2019-01-06]. （原始内容存档于2019-02-21）.
12. ↑  .   [2019-01-06]. （原始内容存档于2019-02-21）.
13. ↑  .   [2019-01-06]. （原始内容存档于2019-01-23）.
14. ↑  .   [2019-01-06]. （原始内容存档于2019-01-23）.
15. ↑  .   [2019-01-06]. （原始内容存档于2019-02-21）.
16. ↑  .   [2019-01-06]. （原始内容存档于2019-02-21）.
17. ↑  .   [2019-01-06]. （原始内容存档于2019-02-21）.
18. ↑  .   [2019-01-06]. （原始内容存档于2019-02-21）.
19. ↑  .   [2019-01-06]. （原始内容存档于2019-02-21）.
20. ↑  .   [2019-01-06]. （原始内容存档于2019-02-20）.
21. ↑  .   [2019-01-06]. （原始内容存档于2019-02-20）.
22. ↑  .   [2019-01-06]. （原始内容存档于2019-02-20）.
23. ↑  .   [2019-01-06]. （原始内容存档于2019-02-20）.
24. ↑  .   [2019-01-06]. （原始内容存档于2019-02-20）.
25. ↑  .   [2019-01-06]. （原始内容存档于2019-02-20）.
26. ↑  .   [2019-01-06]. （原始内容存档于2019-02-19）.
27. ↑  .   [2019-01-06]. （原始内容存档于2019-02-19）.
28. ↑  .   [2019-01-06]. （原始内容存档于2019-02-19）.

東京都統計年鑑
1. ↑  昭和28年PDF - 11ページ
2. ↑  昭和29年PDF - 9ページ
3. ↑  昭和30年PDF - 9ページ
4. ↑  昭和31年PDF
5. ↑  昭和32年PDF
6. ↑  昭和33年PDF
7. ↑  .   [2016-08-14]. （原始内容存档于2016-03-05）.
8. ↑  .   [2016-08-14]. （原始内容存档于2016-03-05）.
9. ↑  .   [2016-08-14]. （原始内容存档于2015-06-29）.
10. ↑  .   [2016-08-14]. （原始内容存档于2015-06-29）.
11. ↑  .   [2016-08-14]. （原始内容存档于2015-06-29）.
12. ↑  .   [2016-08-14]. （原始内容存档于2015-06-29）.
13. ↑  .   [2016-08-14]. （原始内容存档于2016-03-05）.
14. ↑  .   [2016-08-14]. （原始内容存档于2016-03-05）.
15. ↑  .   [2016-08-14]. （原始内容存档于2016-03-05）.
16. ↑  .   [2016-08-14]. （原始内容存档于2016-03-05）.
17. ↑  .   [2016-08-14]. （原始内容存档于2016-03-05）.
18. ↑  .   [2016-08-14]. （原始内容存档于2016-03-05）.
19. ↑  .   [2016-08-14]. （原始内容存档于2015-06-29）.
20. ↑  .   [2016-08-14]. （原始内容存档于2015-06-29）.
21. ↑  .   [2016-08-14]. （原始内容存档于2015-06-29）.
22. ↑  .   [2016-08-14]. （原始内容存档于2016-03-05）.
23. ↑  .   [2016-08-14]. （原始内容存档于2016-06-02）.
24. ↑  .   [2016-08-14]. （原始内容存档于2015-06-29）.
25. ↑  .   [2016-08-14]. （原始内容存档于2016-03-05）.
26. ↑  .   [2016-08-14]. （原始内容存档于2015-06-29）.
27. ↑  .   [2016-08-14]. （原始内容存档于2016-03-05）.
28. ↑  .   [2016-08-14]. （原始内容存档于2016-03-05）.
29. ↑  .   [2016-08-14]. （原始内容存档于2016-03-05）.
30. ↑  .   [2016-08-14]. （原始内容存档于2015-06-29）.
31. ↑  .   [2016-08-14]. （原始内容存档于2015-06-29）.
32. ↑  .   [2016-08-14]. （原始内容存档于2015-06-29）.
33. ↑  .   [2016-08-14]. （原始内容存档于2016-03-05）.
34. ↑  .   [2016-08-14]. （原始内容存档于2016-03-05）.
35. ↑  .   [2016-08-14]. （原始内容存档于2015-06-29）.
36. ↑  .   [2016-08-14]. （原始内容存档于2016-03-05）.
37. ↑  .   [2016-08-14]. （原始内容存档于2016-03-05）.
38. ↑  .   [2016-08-14]. （原始内容存档于2016-03-05）.
39. ↑  .   [2016-08-14]. （原始内容存档于2016-03-05）.
40. ↑  平成4年
41. ↑  平成5年
42. ↑  平成6年
43. ↑  平成7年
44. ↑  平成8年
45. ↑  .   [2013-07-04]. （原始内容存档于2016-03-04）.
46. ↑  平成10年PDF
47. ↑  平成11年PDF
48. ↑  .   [2013-07-04]. （原始内容存档于2016-03-04）.
49. ↑  .   [2013-07-04]. （原始内容存档于2016-03-04）.
50. ↑  .   [2013-07-04]. （原始内容存档于2017-07-29）.
51. ↑  .   [2013-07-04]. （原始内容存档于2017-07-29）.
52. ↑  .   [2013-07-04]. （原始内容存档于2017-07-29）.
53. ↑  .   [2013-07-04]. （原始内容存档于2017-07-29）.
54. ↑  .   [2013-07-04]. （原始内容存档于2017-07-29）.
55. ↑  .   [2013-07-04]. （原始内容存档于2017-07-29）.
56. ↑  .   [2013-07-04]. （原始内容存档于2017-07-29）.
57. ↑  .   [2013-07-04]. （原始内容存档于2016-03-26）.
58. ↑  .   [2013-07-04]. （原始内容存档于2016-03-27）.
59. ↑  .   [2016-08-14]. （原始内容存档于2016-03-25）.
60. ↑  .   [2016-08-14]. （原始内容存档于2016-03-27）.
61. ↑  .   [2016-08-14]. （原始内容存档于2016-03-22）.
62. ↑  .   [2016-08-14]. （原始内容存档于2017-07-30）.
63. ↑  .   [2017-12-04]. （原始内容存档于2018-11-09）.
64. ↑  .   [2019-01-06]. （原始内容存档于2019-05-02）.
65. ↑  .   [2020-07-28]. （原始内容存档于2019-12-03）.
66. ↑  .   [2020-07-28]. （原始内容存档于2020-08-04）.

#### 新聞記事
1. ↑  . 朝日新聞. 2019-01-29  [2020-05-08]. （原始内容存档于2020-05-08）.

## 延伸閱讀
- 三宅俊彦. . 鉄道ピクトリアル (電気車研究会). 2012年11月, (869): 24 – 31.
- 三宅俊彦. . 鉄道ピクトリアル (電気車研究会). 2012年11月, (869): 42 – 43.
- 祖田圭介. . 鉄道ピクトリアル (電気車研究会). 2006年6月, (776): 46 – 53.
- 西律子.  (PDF). お茶の水地理 (お茶の水地理学会). 2012-03-31, 51: 73 – 85. （原始内容 (PDF)存档于2016年8月28日）.
- 平井喜久松.  (PDF). 土木学会誌 (土木學會). 1932年8月, 18 (8): 845 – 856  [2016-08-14]. （原始内容 (PDF)存档于2022-03-24）.
- 平井喜久松.  (PDF). 土木建築工事画報 (土木學會). 1932年8月, 8 (8): 33 – 40  [2016-08-14]. （原始内容 (PDF)存档于2022-03-27）.
- 9. 日本國有鐵道. 1972-03-25.
- 交建設計・駅研グループ (编).  改訂二版. 成山堂書店. 1997-01-18.
- 小池滋・青木栄一・和久田康雄 (编).  第1刷. 悠書館. 2010-06-25.（御茶ノ水駅に関する部分の執筆は小野田滋）
- 三好好三・三宅俊彦・塚本雅啓・山口雅人.  初版. JTBパブリッシング. 2008-04-01.
- 小野田滋.  第1刷. 講談社. 2013-05-20.

## 外部連結
- 車站資訊（御茶之水）：東日本旅客鐵道
- 御茶之水/M20 | 路線・車站資訊 | 東京地下鐵